# 假面騎士Build角色列表
假面騎士Build角色列表展示於朝日電視台放映的特攝劇集《假面騎士Build》各個角色。

## Nascita咖啡店
桐生戰兔 / 葛城巧（犬飼貴丈飾／香港配音：張振熙／台灣配音：鈕凱暘（本篇、冬季電影版、平成世代Forever）、歐祖豪（ZI-O）／大陆配音：郝祥海）
假面騎士Build、假面騎士Evol的變身者，26歲。
危險等級為3.2 - 3.7 → 3.9 → 4.2 - 4.4 → 6.0 - 6.3 → 7.0。
天才物理學家，平成騎士中最高智商的主角，也是《假面騎士系列》的第2位
熱衷於研究能量瓶，熟知一切困難的公式，擁有優異的頭腦和身體能力，平時喜歡做實驗，每當看到讓他感到興奋的東西時，頭髮一部分會豎起来，而且每一感到不解或兴奋時會抓起頭髪。
幾乎每天都在發明新的東西和原理，其中包含創造驅動器內Best Match 的探查機能，淨化滿裝瓶的機器和武器裝備在內所有Build 相關道具均由其發明。
過去和龍我被Faust 列為人體實驗的實驗對象之一，在一年前因為失去二十年間的記憶而在下著大雨的小巷內倒下時，被石動惣一偶然發現後，便在由他所經营的咖啡店「nascita」的地下秘密基地中生活。
最初以為自己過去的身份是「佐藤太郎」，但後來在第15話揭露為被血逐變化為佐藤太郎面目的「葛城巧」，從第5話得知其名字「桐生戰兔」是由石動惣一收留其時起的。
為了保護東都的治安而變身成假面騎士Build，並與SMASH 戰鬥著，目前他的身份連政府和警察都不知道，也因如此，在幫龍我逃脫後，他便遭到東都政府全面通緝。
在惣一的建議下，於第1話被冰室幻德委託到東都先端物质學研究所進行解析和調查潘朵拉之箱的工作，更在其中得知龍我逃獄一事。更從他口中得知，龍我還是唯一尙保留被進行SMASH 人體實驗的記憶的倖存者，並冒著被通緝的風險將其帶走。
第2話在幫香澄將星雲氣體進行分離時得知是從一個叫鍋島正弘的男子的指示其將龍我帶進葛城巧的家，其後從紗羽口中得知鍋島亦是對龍我注射麻醉劑的監獄警衛的一事。
第3話協助龍我與紗羽兩人搭乘偷渡船前往西都，在對戰幻影SMASH 並從其身上抽取星雲氣體後發現其就是龍我正尋找的鍋島，但這時昏迷中的鍋島卻被不明人物劫走而他自己也遭到襲擊，在昏倒之前看見襲擊者是「眼鏡蛇男」。
第4話時甦醒時得知自己被石動惣一救回地下基地後，請求美空幫忙搜尋十年前的「天空之壁的悲劇」相關紀錄，在拿到紀錄後，前往東都先端物質學研究所質問冰室幻德，後從其處得到關於十年前的一些訊息下，就開始對石動惣一產生質疑，並打算詢問對方，卻被對方草草帶過不談。之後在網路上收到一名為血逐的人所寫的訊息後前往該處，卻掉落對方的陷阱與正方形SMASH 對戰，後在龍我的幫助下成功擊倒正方形SMASH ，在抽取完星雲氣體後得知為被劫走的鍋島，就將其帶回地下基地，在對方醒來後，得知已失去全部記憶但從其口中說出曾在Faust 的實驗室看過潘朵拉嵌板，之後在鍋島與家人離去下，拿鐵鎚擊破嵌板邊的牆壁，最後在石動惣一從外返回時，將牆壁內的嵌板取出並怒而向其質問，其後因石動惣一說出其目的而相信他的解釋。
之後透過紗羽與岸田立彌見面並從其得知疑是自己的過去（佐藤太郎），後遇見保衛者襲擊東都市民時，出手援助，正好發現襲擊事件的指使者是當初襲擊他的「眼鏡蛇男」，同時得知其就是「血逐」後就出手攻擊，但被血逐輕鬆地擋下。隔日在得知SMASH 的消息後，前往對戰，卻被一旁觀看的血逐告知是岸田立彌後，為了讓其恢復意識而將壓縮SMASH 帶離東都先端物質學研究所，之後出手擊敗他並從其口中得知當初佐藤太郎的失蹤是為了幫他籌錢而去打幫人試藥的兼職工，最後被趕來的龍我擊暈並奪取走手中持有已抽取星雲氣體的空白瓶。之後龍我跟隨著岸田立彌所變成的壓縮SMASH 來到天空之壁附近卻被巡邏的保衛者發現時，及时趕到並協助他逃離。在回到地下基地後，卻因為岸田立彌的事與龍我兩人爭執並打起架來，之後龍我將戰兔所掉落的創造驅動器拿來進行變身，結果卻失敗。然而發現龍我在「龍（Dragon）」滿裝瓶的影響下快速成長，為了能夠引導龍我而開發出「Cross-Z Dragon」。
第9话从葛城巧的母亲得知资料的所在地并得到后认识創世计划是终极防卫系统，并知道創造驱动器和满装瓶是葛城巧开发的，认识到它的来历是为了防止偏向错误的方向而一直不断努力着。
第10話除了「龍（Dragon）」滿裝瓶和「鎖（Lock）」滿裝瓶外，身上所有的满装瓶被夜霸击败后夺走。直到第12話從難波重工地下3層全數奪回。
萬丈龍我成功變身成假面騎士Cross-Z 後，為他製作另一個創造驅動器。
第13話從鍋島正弘口中得知將兇殺案嫁禍給萬丈龍我的是血逐並同時得知血逐的真正身份為「石動惣一」。最初感覺難以置信，因爲石動惣一為將其成爲假面騎士的人，並且一直當石動惣一為其家人。為了證明情報的真假而暗地裡製作滿裝瓶的仿冒品並要求美空在惣一「打工」時淨化出「章魚（Octopus）」滿裝瓶。在第13話結尾石動惣一偷偷將潘多拉之盒與所有滿裝瓶奪走時對其徹底失望。
第14話与变身成血逐的石動惣一交手却被其利用潘多拉之盒的光击败，但得到其中的成分制作出「兔子坦克氣泡（Rabbit Tank Sparkling）」，由于之前封闭在地下室期间制作假的满装瓶欺骗石動惣一，与石動惣一约定在初次相遇的地方交战，因为与石動惣一的回忆而被击败，但得知石動惣一是利用桐生戰兔和石動美空来净化满装瓶后，下定決心使用兔子坦克气泡變身成「兔子坦克氣泡形態（RabbitTank Sparkling Form）」击败石動惣一，石動惣一临走前告诉他冰室幻德是真正的夜霸。
第15話在打敗了夜霸（冰室幻德），其後詢問有關下落不明的葛城巧時被幻德所說的話感到疑惑。
第16話得知一直下落成謎的葛城巧正是自己時感覺難以置信，並難以接受自己就是SMASH 的創造者，期間開始製作擠壓驅動器和濃縮膠涷，之後更與萬丈龍我開戰。不過之後被萬丈龍我開解之後決定以桐生戰兔的身份繼續守護東都。同話從冰室幻德得知北都正式向東都開戰。
第17话和龙我被幻德作为迎击北都的军事兵器带到首相府，因为自己一直坚信骑士系统不是作为军事兵器而存在，一直处于中立。
第19話被變身成Hazard SMASH 的北都三羽鴉擊敗並奪取數個滿裝瓶後，於第20話從血逐手上得到禁斷的道具「危險扳機（Hazard Trigger）」，但因畏懼其副作用而遲遲不敢使用。
第21話為了阻止龍我攻打北都而下定決心使用「危險扳機（Hazard Trigger）」並變身成「兔子坦克危險形態（RabbitTank Hazard Form）」。但因危險扳機的副作用下失去自我擊殺三羽鴉之一的青羽而恐懼及自責，甚至不願再次變身。收到來自石動惣一的北都和西都滿裝瓶，並在血逐的激將法下，戰兔重新變身和血逐戰鬥。
曾在東都與北都的代表戰前夕交託美空，要她使用新開發的開關解除變身，卻被美空識破謊言，在代表戰的前期因靈活使用石動惣一交給他的北都和西都滿裝瓶而一度佔上風，但是因猿渡的心火燃燒得更激烈，令猿渡開始對戰兔猛烈進攻，在連兔子坦克汽泡型態都無法招架的情形下，戰兔還是使用了危險扳機。但是戰鬥途中仍然因扳機的副作用而失控，雖然勝出但卻無法制止自己向已經解除變身的猿渡進行致命一擊，在即將發動攻擊之際，被龍我阻止，其後被成功控制擠壓驅動器失控狀態的龍我打至解除變身。
第23話中因投入與鷲尾兄弟的戰鬥當中，即使自己在使用危险扳機的情况下，仍被来自西都的假面騎士——假面騎士Rogue 打败，還發現其變身者是冰室幻德。
第25话虽使用充溢模式成功伤到幻德，但因失去理智而被对方利用，在牵制猿渡而让处于暴走状态的自己依靠本能攻击后者，後因美空的手镯的力量而恢复理智，并将右復眼部分变成了另一边的兔子復眼导致不相容而强行解除变身。
第26話因發現充溢模式能擊傷敵方，但因為暴走狀態的缺陷，甚至表明美空的手镯能解决這些问题，又因「微量兔子（Low Rabbit）」滿裝瓶的最佳配對實驗中發現出「兔子兔子（RabbitRabbit）」的特殊配對而開始研發出可壓制危險形態暴走的道具，并在之後成功研發出「滿裝滿裝兔子坦克瓶（Full Full Rabbit Tank Bottle）」。
第27話的東都與西都的代表戰與冰室幻德對戰時能使用滿裝滿裝兔子坦克瓶並成功變身成兔子兔子型態，並以壓倒性優勢打倒冰室幻德。雖然冰室幻德被打出場外，但因冰室幻德並未解除變身，所以代表戰繼續。
第28話得知因瀧川紗羽把雙兔型態的數據資料轉給難波重三郎，而令內海成彰把兔子兔子型態的數據資料轉給冰室幻德應對，結果令其占盡下風。之後轉換形態使用坦克坦克形態，而因冰室幻德沒有坦克坦克形態的數據資料而被其打敗並在代表戰中勝出。
第29话发现天空之壁的剧烈变化，后劝服试图独自一人收复北都的猿渡和他再次并肩作战。
第30話在冰室首相的協助下，假藉叛國的名義獨自前往潘朵拉之塔奪回潘朵拉之盒，而後在與前來協助的龍我與一海三人攻進潘朵拉之塔，之後卻在血逐的設計下與鷲尾兄弟及冰室幻德戰鬥。
第32話從紗羽所給予關於父親葛城忍的研究資料得知龍我的過去。
第33話在艾博魯特要求以進化驅動器交換冰室泰山之下，透過父親的資料得知有關艾博魯特相關之事，並在滿裝瓶淨化裝置內找出進化驅動器，但最後仍遭艾博魯特奪走。
第34話被艾博魯特注入無法解除的毒，並在同話被艾博魯特附身的龍我解除。
第35話在潘朵拉之塔的中心點中，與猿渡和幻德一同與艾博魯特展開激烈對戰，其間使用了幾次的危險形態，還差点陷入暴走，在正要反擊它之時，卻因为龍我的求救聲而一時中計，結果更讓它成功將盒子里的力量大解放。
第36話利用潘朵拉之盒其中一塊嵌板製造出毀滅艾博魯特的武器，在和艾博魯特對戰中強行提升自己的危險等級，因創造驅動器超出負荷而發生爆炸，最後被艾博魯特附身。
第37話因艾博魯特進化成完全體的關係而被解除附身，但在恢復被消除掉（葛城巧）的記憶的同時也失去了作為桐生戰兔的記憶。
第38話因恢复了葛城巧的记忆並失去了作為桐生戰兔的記憶，而對身为擁有艾博魯特的遗传因子的龍我有所防备，後在與艾博魯特一戰中，變身成兔子兔子形態時因不惯打法而被打倒。
第39話恢復桐生戰兔的記憶，成功變身成「天才形態（Genius Form）」。
第40話變身成天才形態後，以惊人的力量和速度將内海打倒，而且虽然恢复了过往的记忆，但卻只停留在高中毕业後，而且「天空之壁的惨剧」的事发经过也很模糊，因此對於自己在失忆前做过什么而感到迷茫，之后和猿渡来到北都并兵分两路地自己来到老家，在其父葛城忍的遗物里发现有张拍到保衛者的照片，推测葛城忍有可能还活着的猜想，後及时回到難波重工的研究所并将被SMASH 化成的多治見首相擊倒，再让龍我和纱羽去找照片上曾经帮助他们两人偷渡的木根禮香确认事实，后接到万丈的联络确定葛城忍还活着。
第41話因艾博魯特一切的作为而深感疑惑，并委托纱羽调查出這些隐情，之後找到几个月前所解救的志水恭一，後與志水所變身的锹形虫Lost SMASH 對戰，在解救他後不久，更眼睁睁地看著志水遭到艾博魯特毒殺，因而陷入愤怒。
第42話和幻德共同擊到内海後更惊讶地目睹了其父葛城忍的现身，顿时感到一片混乱。
第43話在短暂陷入迷茫之际，在眼看其父葛城忍就要被龙我痛下殺手，随即变身成天才形態，结果便一擊擊晕了他，後被猿渡唾弃，在第二戰中除了其父，亦與被SMASH 化的美空對戰，期间因龍我的一番话而有了要超越自己父亲的念头而在自己的危险等级升到7.0的同时，已被奪回的「兔子」滿裝瓶瞬间變为金色版本，更因此二度击倒了其父。
第44話在调查龍我的身体時发现到贝鲁娜姬的力量和艾博魯特的遗传因子已融合到龍我不会暴走的程度，并以Cross-Z 熔岩拳套為藍本开发出暴风雪拳套，之后在和内海一戰中因葛城忍的及时杀敌和被其暗算而被所投射出来的烟雾传回原地，後因艾博魯特要求把最后一个失落滿裝瓶带过来而备受焦虑地独自一人面对它時，本想自己一个人去应对，结果龍我等三人及时赶到，并不在迷茫地將暴风雪拳套交托給龍我後，一起與艾博魯特开始了激烈對戰，在艾博魯特被龍我擊傷之際，對艾博魯特使出最後一擊，並成功將其消滅。
第45話从其父葛城忍得知了他的目的，过后因目睹其遭毒殺和消散而陷入迷茫，之后目睹了已呈怪人態的艾博魯特那惊人的能力，還被重重擊傷，在变身成天才形態時连同危險扳機也用上，後使出四連騎士踢并將艾博魯特體内的黑色嵌板和失落滿裝瓶擊出，再一拳淨化了其中兩個滿裝瓶。
第46話首次透过龍我體内的遗传因子开發出一块白色的潘朵拉嵌板，并通过其父葛城忍所留下的数据进行分析，繼而找出「若將黑白兩個嵌板连接在一起，便能將無天空之壁和無艾博魯特的兩個世界融合」的這個惊人大計，之後將Grease 暴风雪拳套交给猿渡，并警告他這個道具只能作为武器使用，否则自己的危險等级會暴升至最高等级直到灰飞烟灭为止。
第47話和龍我通过监视器画面预料到猿渡随时會牺牲，而被龍我痛斥为什么要开发Grease 暴风雪拳套，但却不知觉地道出「该走了」这不知所云的話，後真的得知了猿渡的牺牲后陷入了无语的愤怒。
第48話在開戰前将白色嵌板交给龙我，并表示他是打倒艾博魯特的关键，和龍我被再次進化成怪人態的艾博魯特打倒後又凭着幻德的牺牲来个决定性一击，结果成功再次擊出黑色嵌板，之后再利用已置入了十个失落滿裝瓶的白色嵌板正式置入在潘朵拉之盒中，最后盒子發出一根巨大的彩色光柱，把在黑洞内的另一个地球拉过来，继而在连接线上开出一个裂口，而因「Genius」滿裝瓶的力量全被潘朵拉之盒吸收被吸收的关系，变身成坦克坦克形態。
第49話来到两个地球的连接线的裂口中，在和艾博魯特对打之际也试图将龍我救出，虽然成功以仅存的「Gold Rabbit」和「Silver Dragon」滿裝瓶成功将艾博魯特消灭了，但在救龍我的過程中一同被吸入沒有天空之壁的平行世界中，成了與龍我是唯二保有舊世界記憶的「创世主」，還把自己所经历的一切始末都记载了下来，也從手中持有了Cross-Z-騎士手錶。
口頭禪是「來吧！實驗要開始了！」和「勝利的法則，決定了！」，經常會説出「糟透了！」和「太棒了！」，當作出新發明而向他人炫耀時會抱著發明說「很厲害吧？最棒了吧？我是天才吧？」，轉換形態的口頭禪是「Build Up！」。
於《假面騎士ZI-O》第1-2話登場。
石動美空（高田夏帆、森山乃繪留（童年期）飾／香港配音：駱慧怡／台灣配音：連婉鈞（本篇）、劉如蘋（冬季電影版）、楊凱凱（平成世代Forever）／大陆配音：山新）
石動惣一的女兒，CD Lost SMASH的變身者，19歲。
從天空之壁出現後昏睡七年，直到被其父石動惣一拯救才得以自由，也因此極為羨慕一般女高中生的生活。
在十年前「天空之壁的悲劇」中，因誤入火星的發現物的保管室的關係而被貝魯娜姬藉由手鐲附身，並因貝魯娜姬使用能力消除潘朵拉之盒內的部份滿裝瓶下耗盡能量沉睡而跟著昏睡過去。在天空之壁事故后被发现在潘朵拉之盒的房间，昏迷七年，之後因自身的淨化能力而遭到Faust 劫走来净化满装瓶，但得知Faust 会用来做坏事而拒绝净化。後來在其父石動惣一的拯救下成功逃離，但也因此避免再次被Faust 尋找到才與被其父收留的戰兔一同宅居在「nascita」的地下秘密基地裏。
亦同時也是超高人氣的網路偶像「咪碳」，經常藉由此身份讓粉絲幫忙收集有關SMASH 的情報。
説話刻薄，但本性善良，擁有能夠把假面騎士Build 從SMASH 身上採集的星雲氣體淨化並變化成满裝瓶的特殊能力，但會消耗掉大量的體力，因此經常得透過睡眠回復體力。
另外，只要有人打擾她睡眠，就會一改平常的態度變得很恐怖。
雖說是網路偶像，但事實上本身擁有超乎想像的身手。
第6話時被紗羽追問是否有男朋友及戰兔和龍我兩人其中一個是否為喜歡的異性類型時，腦袋瞬間混亂及胡亂地將大量辣椒醬撒在食物上，接著因戰兔向她說關於縫隙之事，她卻錯聽成「喜歡」而瞬間如同當機般驚訝到。
第9話因在龍我的幫助下能像一般女孩一樣出去購物逛街，但路途上卻因咪碳的粉絲而破功，兩人在逃離之餘卻意外地被Faust 襲擊，並在看到夜霸之時回想起過去見到夜霸的記憶後暈眩，但在龍我及戰兔趕來下得救。
第10話打掃時於地下秘密基地內發現竊聽器，之後在第11話發現瀧川紗羽的怪異行徑下拿出竊聽器向其質問，但被龍我打斷。
第15話在石動惣一偷返回地下基地複製戰兔所完成的「壓縮系統（Sclash System）」設計圖及代碼並準備走時被其發現。雖然被石動惣一以前往世界各地尋找咖啡豆爲由輕輕帶過，但實則已經感覺到父親已變節並離開其。其後冰室幻德帶隊搶奪潘朵拉之盒時被SMASH 所傷而昏迷。
第16話蘇醒並得知戰兔就是葛城巧。
第19話接触眩晕的龍我后使龍我伤口痊愈并苏醒，但之后失去意识。
第20話為了阻止兩都大戰而與紗羽偽裝成護士潛入東都首相冰室泰山的病房，並使用治癒能力救醒昏迷不醒的首相。
第22話受戰兔託付如果戰兔代表戰期間因使用危險扳機而失控的話，便按手上的開關令危險扳機停止運作，但是她卻一下子便識破戰兔的謊言，其後知道按下開關的後果後因不希望戰兔消亡而一度拒絕，經過戰兔的一番求情才肯接收開關，卻在戰兔失控後因捨不得而沒有按下開關。
第25话突然出现众人面前，并使用能力将天空墙打开一个大口把幻德三人击退回西都，通过战兔的研究推测是具有人工智能的手镯所致。
第29話首次以贝鲁娜姬的人格再次出现在戰兔等人面前，并在第30話一口气把血逐轰飛，然后使用瞬移把戰兔等人带回nascita，恢复意识後从纱羽口中得知了龍我不是人类的真相。
第40話因幻德那奇葩的造型而對其吐槽一番。
第41話與戰兔等人回想一切的始末，并表示回顾过去根本于事无补，後和戰兔到医院探望其父惣一，并向戰兔告知了關与「最佳配对」的秘密。
第43話受到艾博魯特的误导下，接受人体實驗，并以貝魯娜姬的人格被SMASH 化，與葛城忍和戰兔二对一的對戰，后被解救，而她体内的贝鲁娜姬的力量已转移到龍我的体内。
第44話因体内的力量彻底消除而感到不安，後對猿渡和幻德往后的安危表示担忧的戰兔表示关心。
第47話和纱羽来到了潘朵拉之塔，并目睹了猿渡的亢奋决斗，還叫他住手仮被拒绝，结果猿渡不管刚才的死亡征兆然后直接秒杀了城堡Lost SMASH ，被猿渡拜托把其中一个失落滿裝瓶交给戰兔又目睹其完全消散后陷入了万分哀伤。
第48話在黑白双色嵌板成功对接在一起後及时拿着潘朵拉之盒，成功让戰兔将已置入了十个失落滿裝瓶的白色嵌板一口气置入在潘朵拉之盒中。
第49話手腕中的手镯终于脱落，并在無天空之壁的世界中，在nascita帮父亲打杂，不仅第一次被猿渡一见钟情而使其昏倒外，還因第一次和戰兔相遇又以为是佐藤太郎而倍感意外。
於外傳《Build NEW WORLD 假面騎士Cross-Z》因潘朵拉之盒的波動而恢復舊世界的記憶。
於外傳《Build NEW WORLD 假面騎士Grease》最後向猿渡一海告白。
萬丈龍我（赤楚衛二飾 ／香港配音：嚴鎮華／台灣配音：孟慶府（本篇、冬季電影版、平成世代Forever）／大陆配音：曹云图）
假面騎士Cross-Z、假面騎士Evol的變身者，23歲。
危險等級為2.4-2.7 → 3.0 → 4.0 → 4.8 - 5.0 → 7.0。
原是一名格鬥家，其敏锐的直覺與毅力決不會輸給任何人，但為了幫戀人小倉香澄籌集醫療費用，而收錢打假賽，結果被永久放逐。
遭鍋島正弘設計的圈套，以能幫其重回格鬥擂台的名義，唆使其戀人－小倉香澄向他告知有科學家願意幫他介紹實驗助手的工作，並讓他到遭到刺殺身亡的東都先端物質學研究所的研究員－葛城巧的住處，當場被以殺害葛城巧的莫須有罪名而被逮捕入獄服刑，更在服刑期間遭到擔任看首的鍋島注射麻醉劑襲擊，成為Faust的人體實驗的對象，其後成功逃脱卻被以越獄為由而遭到通緝，也因為遭到通緝的關係，大多外出時必須偽裝。另外其泡出來的咖啡也很難喝。
第1話因「有SMASH 的反應」而趕到現場的戰兔而讓他成功從東都先端物质學研究所的保衛者的追擊中成功逃脱，自此兩人成為搭檔兼好友。
第2話將自己的遭遇告知戰兔等人，向美空挑釁並在對方專注於空白瓶製作新瓶期間用她落下的手機向自己女友香澄通話，結果得知她被Faust 劫走而掙開鐵鍊離開，等到他趕到時，对方已被改造成燃燒SMASH 。
在目睹香澄消失後一时陷入低迷，被戰兔罵醒後就加入他的陣营，更從他那裏得到由燃燒SMASH 的星雲氣體淨化而来的「龍（Dragon）」滿裝瓶，并從紗羽口中得知鍋島就是害他失去一切的罪魁祸首。
第3話為還自己清白，得知鍋島正弘的家人被Faust挾持之後決定與紗羽前往西都救其家人。期間被東都政府所派的保衛者追擊，卻意外發現「龍（Dragon）」滿装瓶的强大力量。
第4話時成功地將鍋島的妻女從西都帶出，之後前往幫助戰兔擊倒正方形SMASH ，在得知其真面目為鍋島後，將其帶回地下基地，之後在鍋島甦醒時，要對方還自己清白，卻得知鍋島已失去全部記憶，轉而不要求他還自己清白，但希望他能想起家人。
第5話時因戰兔遲遲不幫他洗刷冤屈而一直在忙自己的事而相當不滿，最後為了探查出Faust 的實驗基地下落而在戰兔抽取完岸田立彌體內的星雲氣體時出手擊暈他並奪走空白瓶，之後再次地讓岸田立彌變回壓縮SMASH。
第6話時跟隨著岸田立彌所變成的壓縮SMASH 來到天空之壁附近，卻被巡邏的保衛者發現，但在戰兔的幫助下逃離成功，在回到地下基地後，卻因為岸田立彌的事與戰兔兩人爭執並打起架來，之後將戰兔所掉落的創造驅動器拿來進行變身，結果卻失敗，也因此昏倒，在甦醒之後與石動的談話中得知戰兔是因失去記憶而感到不安的情況下才會努力地去幫助他人。後在戰兔告知關於實驗基地附近存在著侵入縫隙時，為了洗刷自身冤屈為與戰兔前往，後在縫隙點附近工地向戰兔因岸田立彌而兩人大打出手之事道歉並從戰兔那獲得寵物機件「Cross-Z Dragon」下兩人一同潛入實驗基地，在進入地下水道之時確認這就是他逃出的那個實驗基地後帶領戰兔前往，在進入實驗基地後質問那些實驗員關於自身之事時血逐出現，憤而對血逐出手，卻遭到血逐下毒而痛苦倒地，之後因Cross-Z Dragon吸出毒素而恢復正常，隨後阻止因血逐挑釁而失去冷靜的戰兔並以「自身記憶與Build ，哪個重要？」再次質問戰兔來點醒他，後在戰兔清醒後協助引領那些遭到實驗的實驗者逃離實驗基地。最後在戰兔救出岸田立彌後，卻從岸田立彌口中得知在當初自己到葛城巧的住處前一小時，是岸田立彌將佐藤太郎載送到葛城巧的住處打工之時不敢置信地看著戰兔。
第7話時因從岸田立彌口中得知葛城巧被刺殺之事與佐藤太郎有關而不斷地盯視著戰兔，導致戰兔覺得很煩，之後在石動的建議下與戰兔決意前往北都與葛城巧的母親葛城京香見面，雖在偷渡天空之路與Faust 發生戰鬥，但仍舊成功前往至北都，在與葛城京香見面時，卻碰一鼻子灰，之後透過葛城京香所教的學生得知她仍舊思念著其子葛城巧，這時血逐卻來襲，並與血逐展開戰鬥，在戰鬥過程中奪得到「火箭（Rocket）」滿裝瓶並給予戰兔使用擊退血逐，在血逐離去前從其口中得知葛城巧是SMASH 的創造者兼Faust 的創立者。
第8話時在葛城京香的幫助下成功地偷渡回東都，但在路途上葛城京香卻遭到夜霸帶走，之後因出現SMASH作亂之事而隨同戰兔出擊，但在出發之時因從石動手上獲得是變裝服而傻眼，在戰鬥結束並得知SMASH的變身者就是被帶走的葛城京香，向她尋問被帶走後的一切，卻得知對方失去這段時間的記憶，後從葛城京香口中得知USB的真正藏匿地點下，與戰兔前往取得，卻遇血逐與夜霸來強奪，但在對戰的過程中，卻被血逐給予以被強奪走的USB，之後在血逐拖住夜霸下被戰兔帶離，之後在葛城京香願意將此託付下，與戰兔和美空三人將USB內容開啟，卻得知其內容為「創世計劃（Project Build）」下渾然錯愕。看完創世計劃的影像後，與戰兔因葛城巧之事而起爭執，但被美空打斷。之後在與美空聊天時，得知她想外出的心願後，與美空一同偽裝成高中生外出逛街，但在逛街半路上卻因被咪碳的粉絲聽出美空的聲音，兩人於是落荒而逃，而後終於成功脫逃，並得知美空心願的真相，卻這時被來襲的Faust 給發現，隨後掩護美空脫逃，但也讓美空遭到夜霸襲擊，但因血逐出現而成功救走美空，隨後又遇見Faust 的保衛者，但被趕來的戰兔拯救並返回地下基地。之後與蘇醒的美空交談，終於了解戰兔實際上是打算將因葛城巧而錯誤的一切用自己的方法重新導正。
第11话起先得知自己也能像戰兔一樣變身而興奮不已，甚至打算在戰鬥中變身，但結果失敗，其後從戰兔口中得知是因自己未與Cross-Z Dragon達到情感同步，後在來香澄家的墳前打掃並看到香城的遺信後，知道自己想要做的事後，終於成功变身成假面騎士Cross-Z。
第16話得知葛城巧就是自己一同戰鬥的戰友桐生戰兔後相當難以置信，直斥其為殺害其女友小倉香澄的兇手，并且之後與戰兔開戰。不過明白戰兔心意後勉勵其以桐生戰兔的身份繼續守護東都。同話從冰室幻德得知北都正式向東都開戰。
第17話擅自使用擠壓驅動器和「龍（Dragon）」濃縮膠涷成功变身成假面騎士Cross-Z Charge，但因壓縮系統的副作用使其開始失去冷靜而亂打一通，結果一度因在攻擊時煞不住車而讓手卡進樹幹裡。幸而得到戰兔的阻止之下才開始穩定情緒。但在此之後因擠壓驅動器的副作用下，性格日漸凶暴。
雖然憑著意志增強戰鬥力，但因持續使用擠壓驅動器，身體一直承受星雲氣體的緣故而漸處於危機狀態。
第21話目睹原意為阻止自己，卻因失控而擊殺青羽的戰兔，除了對北都三羽鴉和猿渡心生愧疚，認為自己害死了青羽，還因為此而對戰鬥的信心動搖。
東都與北都的代表戰前夕，因戰兔答應參加代表戰，認為戰兔不瞭解自己的擔憂而負氣離開咖啡店，並且在別人面前裝得不在乎代表戰的事，後來在紗羽口中得知戰兔再次使用危險扳機，趕到代表戰的場地出手阻止因變成危險型態而失控的戰兔，在戰鬥途中終於可以控制住擠壓驅動器的力量，最終打到兩人同時解除變身。
東都和西都的代表战中，发现了难波藏在「Dragon」满装瓶底部的窃听器，之后由于鷲尾兄弟打感情牌而导致自己一时大意失败，但把最后一战托付给了战兔，并最后见证战兔的胜利。
第30話在貝魯娜姬對其説出「你將會是最後的希望。」讓在場的戰兔等人不禁懷疑起其身世。而後瀧川紗羽向美空透露其可能不是人類。
第31話被打倒後又因戰兔的及时挡煞而为之動怒至雙眼發紅，繼而使得手上的黑瓶進化成「龍熔岩（Dragon Magma）」滿裝瓶，更成功变身成假面騎士Cross-Z Magma，還一连打倒了兩個Clone SMASH和血逐，最後拿着潘朵拉之盒又打开了一个通道，和戰兔与猿渡逃出潘朵拉之塔。
第32话发现自己并非人类的真相，但之后决心作为假面骑士活下去并且把他内部的力量用于他相信的精神上，可之后和战兔想起来，他们卻忘了幻德。
第33话和战兔，猿渡一同對抗無數堅甲保衛者，后和血逐对打，但后来因为變身成假面騎士Evol 的他毒攻了戰兔而只能看着他逃走。
第34話從石動惣一口中得知，自己本身為艾博魯特身體的一部分。同話中拯救身中劇毒的戰兔成功打敗艾博魯特並救回戰兔一命，不過自己亦因此被艾博魯特附身。
第35話從艾博魯特口中得知23年前本該被艾博魯特分離出的一部份附身對象為其母萬丈優里，但卻意外地附身在胎兒中的他，之後誕生下來的他卻失去艾博魯特的能力及記憶，而後艾博魯特為了取回這一部份而設計這一切，一切的主要目的在於為了讓萬丈龍我達到能夠合體的危險等級5.0。
第36話在戰兔的幫助脫離艾博魯特的附身，卻使戰兔替他成為艾博魯特附身的對象。
第37話因脱离了艾博魯特的附身而失去了變身能力，後要求幻德幫忙不果，之後在看到猿渡和幻德一同苦战之中，试图加入戰鬥，结果當第三拳打下去時，间接使得艾博魯特被打得后退，之后先是手上的「龍（Dragon）」進化瓶進化成紅金色的「极致龍（Great Dragon）」，後是Cross-Z Dragon進化成Great Cross-Dragon，最後成功變身成假面骑士Great Cross-Z，在變成Cross-Z Magma後，和猿渡與幻德共同對艾博魯特使出三連踢，結果竟打到它成功進化成完全體(根據艾博魯特的說法，此次踢擊需有超過危險等級6的力量)。
第39話和猿渡與内海一戰中被打倒後，又因戰兔恢复过往的记忆以及成功变身而大为放心。
第40話和纱羽奉戰兔之命一同向之前帮助两人偷渡的木根禮香确认葛城忍還活著一事，最终向戰兔报信此事实。
第42話因長時間的戰鬥而陷入暴走，导致手上的「龍」滿裝瓶變為银色版本，接着又不断地猛打其中一个坚甲保衛者的残骸，後更被在远处的葛城忍袭击和评级危險等级。
第43話被葛城忍爆出因为艾博魯特的力量大幅提升，使得身为其遗传因子之一的自己也自然而然地受到剧烈影响，後便對葛城忍猛打起来，结果被变身成天才形態的戰兔给擊晕，醒來後便赶往現場并幫戰兔擊倒葛城忍。
第44話被戰兔调查身体時发现体内的遗传因子已和贝鲁娜姬的力量融合到无法暴走的程度了，醒来後和戰兔及时杀敌，并把猿渡和幻德带走，之後在从戰兔手中得来了暴风雪拳套後，和戰兔等人一同與艾博魯特开始了一场激烈對戰，在猿渡和幻德一同將其抑制的同時，以暴风雪拳套彻底地擊傷了他。
第45話與戰兔等人得知了葛城忍的目的，在目睹葛城忍被被毒殺後與猿渡和幻德與附身在内海的艾博魯特對戰，且趁机奪回黑色嵌板和失落滿裝瓶，结果又被已完全复原的艾博魯特夺得，之后與戰兔等人一同使出四連騎士踢并成功把艾博魯特體内的嵌板和失落滿裝瓶擊出。
第47話和戰兔看到了監視器畫面，并知道了猿渡随时會牺牲，而痛斥著戰兔為什麼要製造出Grease 暴风雪拳套，结果自己所担忧成真後而释怀不能。
第48話在開戰前从戰兔手中得到了白色嵌板，於首次搭载危險扳機和艾博魯特對打不果，反被打倒，在幻德牺牲后凭着戰兔對艾博魯特的决定性一击成功將已被擊出的黑色嵌板和手中的白色嵌板对接在一起，最後更直接將艾博魯特带到连接线中的裂口内，企图和它同归于尽。
第49話被艾博魯特吸收和封死，但因自己的意识还在而不断地缠打著它，甚至還將「Silver Dragon」滿裝瓶丢出去让戰兔使用，最后在沒有天空之壁的世界中，體內含有艾博魯特遺傳因子的他與戰兔是唯二保有舊世界記憶的「创世主」。而沒有天空之壁世界的龍我仍然為格鬥家並與戀人小倉香澄一起。
擁有頗強的第六感。當戰兔及惣一需要依靠潘朵拉嵌板去測試滿裝瓶的最佳配對時，其卻能立刻找出最佳配對的組合。即使是將滿裝瓶隨手抛給戰兔使用，亦能與戰兔手上的滿裝瓶組成最佳配對。其第六感少數幾次失靈是在開發Rabbit Tank Sparkling時，將所有Best Match的相容性全都測試一遍，而被排斥反應的爆炸炸了數次，直到最後一組的Rabbit Tank才正確，因此被戰兔挖苦。
口頭禪是「現在的我，是不會輸的！」以及「力量在沸腾，灵魂在燃烧，我的熔岩在喷涌而出！我势不可挡！」。
於《假面騎士ZI-O》第1-2話登場。
瀧川紗羽（瀧裕可里飾／香港配音：陳雪瑩／台灣配音：李昀晴（本篇）、連思宇（冬季電影版）／大陆配音：叶知秋）
自由新聞記者，另一身份為難波重工所派的間諜，難波兒童，Faust 的成員之一，27歲。
雖説是個大美人，但好勝心很強，甚至對於透過潛規則獲取情報之類的手段嗤之以鼻。
在進行有關「潘朵拉之盒」和假面騎士Build 的取材時，還不慎被針SMASH 襲擊。後來被假面騎士Build 所趕到並解围，同時也間接性知道他的真實身份。
因為戰兔在她意識還算清楚時被目擊解除變身的面貌，加上不小心將「nascita」的名片掉落在現場，因此透過這些線索找到他，因此開始接近他並时刻向他提供情报。
第3話時協助龍我前往港口並與其共同搭乘偷渡船前往西都保護鍋島的妻女及查明一切的真相。
第4話時透過木根禮香所給予的情報與龍我前往鍋島妻女的住處將兩人轉移出來，之後更協助將失去記憶的鍋島正弘與其妻女轉移至安全處，避免遭到Faust 的追殺。
第5話時透過自身情報協助戰兔尋找到疑是與戰兔過去有關的人物岸田立彌。
第6話時向美空追問關於她所喜歡的異性類型，卻搞得美空相當錯愕。
第7話時向戰兔等人告知因北都管制極嚴，無法從港口前往，只能從所謂的「天空之路」偷渡前往，但必須給予偷渡掮客大筆資金才能夠通過。
第9話暗中地向難波重工的會長難波重三郎提供假面騎士Build 的相關情報。
第11話因為竊聽器被石動美空發現後對難波重三郎聯絡無法再臥底後，便被抓走並改造成伸縮SMASH ，被假面騎士Cross-Z 打敗並用空白瓶吸收體內的星雲氣體後自白為臥底間諜一事，其體內的星雲氣體後於第13話被淨化成「章魚（Octopus）」滿裝瓶。
第12話向美空坦言自己是想為父亲报仇才靠近難波重三郎，並告诉冰室泰山东都政府和難波重工与Faust 有关，但由于手上有嵌板的照片，被认定是可疑人士後与战兔逃跑，最后與各位重歸於好。
第14話與龍我得知石動惣一就是血逐之時，相當難以置信，隨後幫忙戰兔調查石動的過去經歷並將其告知戰兔。
第19話在看見美空使用治癒能力救醒龍我時，感到不可思議，之後與龍我一同將暈倒的美空帶回地下基地。
第20話時與美空一同偽裝成護士前往首相冰室泰山的病房，並在美空救醒首相之時負責擋住門不讓任何人進入，之後與首相一同前往東都政府，並把美空救醒首相之事告知戰兔。
第26話時在難波重三郎的命令下將戰兔所製作的強化道具新資料的數據給複製下來並打算將其交付給難波重三郎。
第27話時將裝有兔子兔子型態（RabbitRabbit Form）的數據資料交付給難波重三郎，但同時也被難波重三郎警告別妄想背叛。
第28話時得知因鍋島一家遭到難波重三郎囚禁而被迫選擇盜取戰兔所開發的新道具數據資料，但因與戰兔等人相處一段時間後，不願意像其他難波兒童那樣成為難波重工的死士並想完全脫離難波重三郎的控制而將自己的真實身份全然告知戰兔，隨後在戰兔的計劃下刻意只交付出兔子兔子型態的數據資料進行拖延戰術，好讓猿渡一海成功救出鍋島一家。最後透過播報機的影像頻道向另一端正在收看的難波重三郎道別。
第30話受戰兔委託調查萬丈龍我的身世並得知其相關的事實，隨後在第31話告知戰兔關於龍我的身世以及其父葛城忍與龍我身世的關係。
第41話被戰兔委托调查艾博魯特的一切作为，後查出现在的創造驱动器其实是葛城忍参考了進化驱动器的性能和造型研发出来的产物。
第43話首次制作了一个贴了美空的图像的抱枕給美空看，并表示當猿渡看到这个後會回来这里。
第44話因放在幻德和猿渡身上的侦测器而知道了他俩现在位于艾博魯特的大本营，并立刻向戰兔报信。
第47話较早时被内海通电，後和美空来到了潘朵拉之塔，并和幻德与内海会合，且将其中两个滿裝瓶交给两人，让他们成功消灭了鷲尾兄弟。
第48話在塔顶一睹戰兔三人对垒艾博魯特一戰中，甚至于目睹了整个战况，而感到惶恐不已。
第49話在沒天空之壁的世界中，成了中央政經日報的記者。
於外傳《Build NEW WORLD 假面騎士Cross-Z》因潘朵拉之盒的波動而恢復舊世界的記憶。
於外傳《Build NEW WORLD 假面騎士Grease》和冰室幻德成為情侶。
石動惣一（前川泰之飾／香港配音：袁德基／台灣配音：胡鎮璽（本篇）、江志倫（平成世代FINAL）／大陆配音：陈思宇）
血逐（由艾博魯特附體）、假面騎士Evol（由艾博魯特附體）的變身者，48歲。
危險等级為5.0以上。
美空的父亲，為十年前登上火星發現潘朵拉之盒的宇宙領航員。現為咖啡店「nascita」的店主，由於艾博魯特附體的關係，雖是咖啡店店長，但意識卻時常被控制著必須外出打工。第49話從沒有天空之壁的世界的情形中看來，可以推算本人沖泡咖啡的技術是相當不錯的，所以理應當可以得知在當他將咖啡泡得難喝的情形，是由艾博魯特去主導的意識及行為。
由於艾博魯特附體有長達10年之久，因此也間接導致了他的主格意識一直在沉睡當中，唯二他意識突然甦醒的時候分別是在第30話及第33話，第30話因為察覺艾博魯特別有居心所以向他提問「你到底想要做什麼」，但隨即遭艾博魯特察覺，僅僅以「你別擅自跑出來好嗎」的答覆壓制回去。第34話時因艾博魯特在第33話當中有提到「已經不再需要附體於他身上戰鬥了」，所以爭取到附體於萬丈的機會時他的身體就在一旁被艾博魯特擱置，第35話被紗羽及一海發現，本人倒臥著並且處於昏迷，送往醫院後就此躺在醫院病房，可能是艾博魯特附身太久的關係，間接導致他在病房中昏迷沉睡著，儘管心跳依舊，但他本人的意識遲遲尚未恢復。
被艾博魯特附體時的正常情況，可以由艾博魯特的聲音辨認與原來不同的話是被艾博魯特附身，但可能因為附體已有10年之久，加上艾博魯特為了適應其的身軀，在回歸到地球時讓他有過在密封艙裡發高燒的歷經，促成艾博魯特的人格與他的人格漸漸產生相融性，因為這樣也變得無法分辨，這就是為什麼美空也不曉得他被附身。等到艾博魯特終於真正脫離於他身上時，都還在病房內臥躺昏睡。相較之下戰兔及龍我被附身的情況就有些差異。
性格極具正義，但十年前在發現潘朵拉之盒而藉機被艾博魯特的靈魂給附体當時，他的主格意識也因為如此被暫時封住，不過有時艾博魯特的想法也會因他產生動搖。第33話艾博魯特也自述了因為附體在他身上的關係讓他漸漸也有了一些人類才有的情感。
在回歸地球途中，突然發了39.5°C的高燒，并一直在探測機中央的密封艙裡沉睡。
返回地球後，由於艾博魯特附體，便趁機触碰潘朵拉之盒想要引爆地球毀滅，更在处于亢奋的状态下被带到医院，七年后正式成为潘朵拉之盒的特别顾问，嵌板丢失后离开研究所，在石動美空拒绝净化满装瓶后带她离开Faust。
於一年前收留因失去記憶而倒下的桐生戰兔，並在地下秘密基地中照顧著，但卻以不白收留的名義向桐生戰兔收取租金。
支援著作為假面騎士Build而戰鬥的戰兔，並高興地注視著他的活躍。
雖然與冰室幻德同爲Faust幹部，但兩人卻不和，經常因小爭執而開戰。
第2話時因忘記關上冰箱門而讓瀧川紗羽成功潛入內，後在逼不得已的情況下答應她的請求，但相對地要她提供相關情報作為條件。
第3話於幻影SMASH戰敗時，以血逐的身份出現將昏迷的鍋島正弘帶走，並給桐生戰兔注射毒液令其昏迷。
第4話利用網路情報將桐生戰兔引誘出來，並且將新的成份以瓦斯子彈的方式注入鍋島正弘所變成的正方形SMASH體內使其巨大化檢測實驗結果，最後被夜霸質問時，以有自我的考量及合理的戰術推斷回答質疑，回店後目睹戰兔破墙發現潘朵拉之盒的雙重構造當中失踪的兩塊嵌板的一塊，被質問是否Faust的一員時從而語斷。不過之後向戰兔等人坦言，表示自己在十年前做出的行為感到很模糊。同時因為對Faust將人的性命如白鼠般的利用表示不可饶恕，卻因為行動有限而感到無力，直到邂逅戰兔，並深信對方一定會正确地使用滿裝瓶。在戰兔阻止保衛者襲擊百姓時再次以血逐的身份現身，告知戰兔自己的身份，在戰兔與他對戰時，輕鬆地接下攻擊後離去，之後為了激怒兼測試戰兔而刻意抓走岸田立彌並將其改造成壓縮SMASH，並在戰兔前往阻止告知戰兔壓縮SMASH的真實身份後，再次地與戰兔對戰，仍舊輕鬆地接下攻擊並離去。
第6話時得知是他要冰室幻德刻意將葛城巧的研究資料洩漏給戰兔，後在戰兔與龍我潛入秘密實驗室時出現在兩人面前，並用毒毒倒攻擊他的龍我，並利用戰兔的過去挑釁戰兔使其失去冷靜後離去。最後被冰室透過電話質問時，仍以敷衍態度回答。
第7話將戰兔前往北都之事告訴冰室幻德，在冰室幻德得知後下命令跟隨出擊阻止戰兔兩人前往北都，但不甩冰室所下的命令，而被冰室幻德變身夜霸教訓，之後在追擊戰兔時，為了報復而刻意地讓發射出去的追蹤彈最後返射至夜霸。後在戰兔兩人到達北都時追擊過來，並在對戰中被龍我奪取走「火箭（Rocket）」滿裝瓶，接著被戰兔以火箭熊貓型態擊退，在離走前刻意地將「葛城巧其實是SMASH 的創造者，同時也是Faust 組織的創立者。」這個不知真假的情報告知戰兔及龍我。
第8話向幻德解释是为了让戰兔拿到资料才放走他们，在取得USB 后，因与龍我交战期間發現他的成長而感到有趣，直接将记忆体交给龍我，并阻扰夜霸追击，解释到是为了让戰兔完成记忆体中的骑士系统。
第10话在夺走潘朵拉之盒后却偷偷逃跑，与夜霸发生冲突，被Build 击败后，在夜霸偷袭战兔后，将潘朵拉之盒交给夜霸并与其离去。
第11话协助桐生戰兔和萬丈龍我撤退，与夜霸交手。
第12话在桐生戰兔和萬丈龍我被夜霸击倒时与夜霸交手，并找到嵌板、被夜霸夺走的满装瓶和潘朵拉之盒，在拿走潘朵拉之盒后撤离。
第13话為守護潘朵拉之盒與Build 和Cross-Z交戰，因為無法看穿「章魚（Octopus）」滿裝瓶的攻擊而被击败，後在深夜企圖將保管在「nascita」的潘朵拉之盒與所有滿裝瓶奪走，被戰兔發現並揭穿身分之際奪門而出。打败桐生戰兔后将满装瓶和潘朵拉之盒拿给难波重三郎，却发现满装瓶是假的，在当初找到戰兔的地方与戰兔和龍我先后交战并击败，告诉戰兔他是被利用让「美空认定戰兔是英雄而继续净化满装瓶」，使得战兔决心使用兔子坦克气泡形态将其击败，最后相信戰兔能把「壓縮系統（Sclash System）」完成，臨走前留下潘朵拉之盒及「章魚（Octopus）」和「光（Light）」满装瓶，并告诉冰室幻德是真正的夜霸。
之後乘著戰兔與龍我帶著潘朵拉之盒前往冰室泰山所在處之際，偷返回地下基地複製戰兔所完成的「壓縮系統（Sclash System）」設計圖及代碼，隨後被突然出現的美空追問，但不想告知真相下說謊欺騙，後在被冰室幻德質問之際，將戰兔的真實身份就是葛城巧告知冰室幻德。
第16話得知當年葛城巧打算退出Faust 之際將其擊暈並打算帶走，卻被意外出現的佐藤太郎目擊，而為了讓葛城巧消失的合理化而將佐藤太郎殺害並將兩人的面貌對換，然後把罪名嫁禍給龍我，現暗算冰室泰山並與北都首相多治見喜子合作入侵東都。
第19話出現在戰兔等人的面前並替戰兔等人評估危險等級後，以多治見喜子的名義讓猿渡一海與三羽鴉暫時返回北都，與多治見喜子兩人唆使三羽鴉接受強化改造。之後出在戰兔等人戰鬥的現場，並告知戰兔關於葛城巧所製作的禁忌的道具「危險扳機」之事，並將危險扳機扔給戰兔，同時告知危險扳機的恐怖副作用。在戰兔詢問理由時，將自己希望戰兔及龍我兩人能透過彼此變得更加強大的理由告知戰兔後就離去。
第22話阻止企图进攻东都的多治见喜子，并表示与西都首相御堂正邦占领北都。
第28話在幻德被變身成坦克坦克形態的戰兔打倒後，趕到難波和御堂的所在，並將御堂毒殺，然後利用蒸氣将難波的容貌變為御堂的容貌，好讓難波以御堂的身份向東都發動侵略戰。
第29話在收集了部分的滿裝瓶後，立刻將其安置在兩個潘多拉嵌板中，然後置入潘多拉之盒中，使得天空之壁出現變化，還打造出潘多拉之塔的一部分，後還向戰兔等人道出一句「地球將會和火星面临著相同的命運」。
第30話被爆發後的貝魯娜姬的意識給擊倒至解除變身，後還利用火星之力袭擊美空，結果打中龍我的「Dragon」濃縮膠涷至將其烧毁，在美空使出力量帶著戰兔一伙撤退後，感慨一句「真正的戰爭終於要開始了」，後在潘多拉之塔内一只手一碰触潘多拉之盒，便使得戰兔等人所在处出現無數暗器，將他們打得落花流水，在這之前因為主格意識途中甦醒想用手打住另一隻握有驅動器的手，便以制止艾博魯特，卻還是因艾博魯特的意識重回附體而被壓制。
第31話在塔内擊傷戰兔和猿渡後，被變身成Cross-Z Magma 的龍我擊倒，在龍我等人離開前感叹一句「「容器」完成了，接下来只要將「究極的驅動器」拿到手就得了」這匪夷所思的話。
第32話证实手上擁有「眼镜蛇（Cobra）」進化瓶。
第33話時在艾博魯特取得進化驅動器之前質問他的真正目的，後以艾博魯特的人格成功變身成假面騎士Evol ，不僅將戰兔等人打倒，還將冰室首相擊殺。
第34話利用無法解除的毒素將戰兔擊傷，在與龍我一戰中，因艾博魯特接机附身在龍我的體内，而擺脫了艾博魯特的附體，於第35話被發現倒在其中一角繼而昏迷，目前正在留醫當中。
第38話被恢復到完全姿態的艾博魯特擬態成自己的面貌。
第49話在沒有天空之壁的世界中，同樣擔任「nascita」的店主，而且其泡的咖啡非常好喝，甚至還成了佐藤太郎的粉丝。
變身成血逐的口號是「蒸血」（日語原文為「蒸血」）。
與葛城忍同樣，與《假面騎士W》的園咲琉兵衛、《假面騎士Wizard》的笛木奏、《假面騎士Drive》的蠻野天十郎、《假面騎士EX-AID》的檀正宗等同樣也是父親類型的反派角色，但與葛城忍不同的是，他是屬於被他人操控而成為反派的父親類型反派同時還是首例。

## 葛城家
葛城巧 （木山廉彬飾／香港配音：譚禹晋／台灣配音：胡鎮璽／大陆配音：李轻扬）
假面騎士Build 的變身者，27歲。
危險等级為3.0以上 - 6.3。
性格方面較為沉穩理性，對他來說為了消滅艾博魯特，一切皆可暫時犧牲掉。
曾经是東都先端物質學研究所旗下負責解析「潘朵拉之盒」的研究員，亦是最上魁星的助手，是名公認的天才，但被其朋友及伙伴認為是個惡魔科學家。
對父親——葛城忍有著极大的崇拜心態，亦希望自己的重大發明，包括騎士系統能揚名立萬，因此進行人體實驗並製造出SMASH。
在三年前因濫用「潘朵拉之盒」的技術來進行人體實驗，結果被研究所解雇，隨後被挖角至難波重工，成为該研究设施的成员之一，還提出了「創世計劃（Project Build）」這個方案，在冰室幻德宣布Faust 正式成立後，似乎有要離開这里的念头。
兩年前與最上魁星一同開發Enigma ，但在發現到他的阴谋後，试图將假面騎士Ex-Aid 的星雲氣體吸收，以防万一。
在前作第44话因为把假面騎士Genm 误認為Ex-Aid 而未果，后在本作劇場版的前傳末尾戰勝假面騎士Para-DX 又吸取Ex-Aid 的星雲氣體後离开，但却因为要夺回Ex-Aid 力量的帕拉德的追赶，两人就卷进Enigma 的虫洞而回到Build 的世界，后其行动被最上魁星知道，两人发生了冲突，其结果最上魁星的左半身因为失手误操作的关系导致被Enigma 所产生的电流给毁掉。
在故事开始前一年，在住所中遭到殺害，也因此讓到其住所的龍我成為殺人嫌犯，但在第9話中桑田真吾的最後遺言卻得知其本人似乎未死。
於第15話證實其就是現時的桐生戰兔，而遭到殺害的他則是交換容貌後的佐藤太郎。
第33話得知在失忆前几年，發現了已修复完成的進化驅動器，後存放至淨化装置里，第34話更进一步证实了因为得知了血逐的阴谋而试图阻止，结果被反耍和袭击後，不仅被删除了过往的记忆，還被施下了易容術，成为现在的桐生戰兔。
第37話結尾時恢復自己的記憶，並在第38話時對現在的一切發展並非朝自己想像的那樣發展而難以接受，甚至對幻德利用自己的信任將一切導向戰爭而憤怒。
第39話時將天才滿裝瓶開發完成，但在對戰假面騎士Mad Rogue時卻無法進行變身，之後在龍我危及之時，恢復身為戰兔時的一切記憶，而後選擇將自己的記憶與戰兔的記憶融合，並將科學的未來託付給戰兔。
第41話表示其父葛城忍似乎不是戰兔所相信的好人。
第45話根据其回忆透露在「极」探测器的归还仪式中和其父葛城忍聊起关于所谓的异星生命体和其如何對地球构成威胁等，并答应其父愿意保护地球。
第49話因新世界成功被创造出来而大为放心，在和戰兔正式告别後便彻底从世上消散。
諷刺的是其留下的資料卻由失憶的自己（桐生戰兔）持有而且擠壓驅動器的資料更被人拿來發動戰爭。
變身後的口頭禅是「我叫假面騎士Build ，即「創動」和「形成」之含義的Build ，以後就多多指教了。」。
葛城忍（小久保丈二飾／香港配音：竺諺鴻／大陆配音：李璐／台灣配音：孟慶府）
假面騎士Build 的變身者。
危險等级為3.0以上。
前太空尖端科技協會成員，十年前在探測機「極」歸還時的致詞者兼潘朵拉之盒的負責人，亦同時也是葛城巧（桐生戰兔）的父親，葛城京香的丈夫。
在十年前的「天空之壁的悲劇」且被各方指責後自殺，其子葛城巧為續其願而成為科學家。
第31話得知生前曾是研究異常出生的萬丈龍我的研究小組負責人。
第33話戰兔等人從他所遺留的資料得知艾博魯特與石動惣一之間的關係及進化驅動器的存在。
第35話從艾博魯特口中得知當初是在被脅迫下幫助艾博魯特修復進化驅動器，戰兔藉此推斷父親是因後悔幫艾博魯特作惡才自殺謝罪。
第40話從木根禮香口中得知仍存活於世。
第41話得知一直在暗中協助艾博魯特，並為失落滿裝瓶的開發者。
第42話以假面騎士Build RabbitTank Form的姿態首次评级龍我目前的危險等级，後在戰兔與幻德面前解除變身。
第43話在第一戰中单凭其中三个最佳配对形態，便一次过将龍我等人擊倒，在飞鹰加特林形態時更被龍我痛大著，之后在戰兔將其擊晕後更立刻展翅逃离，後在第二戰中與被SMASH 化的美空和戰兔對戰，结果被其二度擊倒，還首次评级了其危險等级。
第44話变身成忍忍漫画形態后和戰兔所变身的坦克坦克形態对战，并直接打中了戰兔的危險扳機，继而使其被定身後被瞬移过后和内海通过影像直播目睹了艾博魯特和戰兔等四人的對戰，在艾博魯特被擊倒後以飞鹰加特林形态夺走了被擊毁的進化驱动器，并表示一切如同自己的計畫。
第45話最终向戰兔等人透露了自己的计划——「利用超越一切物理法则的现象創立新世界」，正因如此为了人类才會向艾博魯特诈降，以便趁机反击，结果遭到毒殺至倒在其子戰兔的怀里，再道出遗言後便彻底消散。
與《假面騎士W》的園咲琉兵衛、《假面騎士Wizard》的笛木奏、《假面騎士Drive》的蠻野天十郎、《假面騎士EX-AID》的檀正宗等皆為父親類型的反派角色。如果進一步分類的話，他屬於為了拯救他人而無奈地成為反派的父親角色類型。
葛城京香（古村比呂飾／香港配音：姜嘉蕾／台灣配音：李昀晴）
葛城忍的遗孀，也是葛城巧（桐生戰兔）的母親，原是東都居民，後遷移至北都，並成為當地的居民。
在戰兔及龍我初次造訪之時，因龍我是殺害其子葛城巧的嫌疑犯而不願與兩人會面，之後因為所教的學生雄彥因血逐變成冰SMASH，但在戰兔幫助下回復樣貌，加上龍我對雄彥的激勵而對兩人放開心結，最後偷聽到血逐口中說其子葛城巧是SMASH 的創造者兼Faust 組織的創立者後內心產生動搖。
第8話中得知在搬來北都之時，將其子葛城巧暗藏在某處，之後協助戰兔跟龍我從北都偷渡至東都，但卻被半路出現的夜霸抓走，之後在Faust 基地內與冰室幻德相見，但對方卻以葛城巧的假遺書騙走其手上的USB藏匿地址（但後得知該地址是葛城巧預防惡人奪取USB所佈的假地址），後因冰室幻德為了消除兩人見面的記憶而被迫改造成强壮SMASH Hazard，在被假面騎士Build 擊敗後告诉戰兔和龍我真正的地址，之後將USB託付給戰兔，也從戰兔將葛城巧的研究日記翻譯後的文字中得知其子葛城巧真正的心意，其體內的星雲氣體被假面騎士Build 用空白瓶吸收並被淨化成「鎖（Lock）」滿裝瓶。
第40話得知已前往避難所避難。
目前並不知道兒子葛城巧已經被變臉成現時的桐生戰兔，也不知道丈夫葛城忍還活著並且幫助艾博魯特作惡。

## 東都

### 東都政府
冰室幻德（水上劍星飾／香港配音：陳健豪、何偉誠（劇場版、外傳Starnext）／台灣配音：陳彥鈞（本篇、平成世代Forever）、孟慶府（平成世代FINAL）／大陆配音：刘琮）
夜霸、假面騎士Rogue的變身者，35歲。
危險等級為3.0以下 - 3.5 → 5.0不到。
原東都先端物質學研究所的所長，同時也是東都首相——冰室泰山之子兼前任補佐官。
本身的最大興趣是唱卡拉OK，另外其個人服裝品味也相當奇特，另外討厭吃青椒。
由於十年前代替公事繁忙的父親代理出席潘朵拉之盒的歸還儀式，所以被潘朵拉之盒的光線射中，也因如此才會使得他頭腦清晰，且自尊心极高，更聘用桐生戰兔担任潘朵拉之盒的解析員。
曾一度渴望東都能施行增加兵力以對付外敵，但被父親及好友拒絕後只能覓尋別路，反而卻在三年前葛城巧的研究中看到了一絲希望，並召集了一眾志同道合之人。
為了野心而不惜践踏好友的屍體，為了力量而出賣自己的靈魂。雖然與石動惣一同爲Faust 的幹部，但兩人卻不和，經常因小爭執而開戰，但直到委曲求全地投靠難波重工後，才發覺到自己不如血逐。
第1話以夜霸的身份看著假面騎士Build 騎乘機車載著龍我逃亡時，於天空之壁上說出「戰爭即將開始」的話語，從而得知假面騎士Build 的真實身份。
第2話以夜霸的身份透過小倉香澄的手機向龍我要脅，並在燃燒SMASH 襲擊龍我時告知燃燒SMASH 真實身份為他的戀人香澄，並出言諷刺假面騎士Build ，之後在Build 準備利用抽取成份的方法讓香澄恢復時，出手攻擊並告知抽取成份的後果就是導致她的肉體及靈魂被毀滅後離去。
第3話時向其父冰室泰山建議強化軍備，但遭到否決。之後在桐生戰兔向其尋問事之時，便告知部份關於葛城巧的情報。其後以夜霸的身份以鍋島家人性命脅迫鍋島將龍我引到西都，之後強押鍋島並將其改造成幻影SMASH。
第4話以強悍的實力鎮壓再次遭到實驗並改造成正方形SMASH 後失控的鍋島正弘。之後在戰兔以「天空之壁的悲劇」的影片及Faust 的存在質問之時，將除了其自身和秘書內海成彰及戰兔外的人讓他們暫時離開，之後將當年的部分情報告知戰兔。之後質問血逐為何不解決假面騎士Build 時，卻被對方以我有自己的考量的理由回答質疑。
第5話對血逐將岸田立彌帶回進行實驗的作法提出質疑，卻得對方是為了測試桐生戰兔的答案。
第6話受血逐委託而允許戰兔觀看葛城巧的研究資料，最後在與血逐電話中對話，質問其為何不把桐生戰兔掌控在手，但對方仍舊以敷衍態度與他對話。
第7話因聽到血逐關於戰兔前往北都之事，命令血逐與他一起前往阻止，但血逐不甩他的命令，不滿之下變身成夜霸教訓血逐。
第8話因在三都會議中被其他兩位首相為難而對血逐在北都作亂之事相當不滿，後以夜霸的身份捉走葛城京香並威脅其告知「創世計劃」的USB下落，之後將其變成強壯SMASH Hazard 。但之後前往東部某銀行的保險庫取物時卻發現葛城巧留下的字條，此知被葛城京香戲弄，後在血逐的電話下得知真實藏匿地點，前往奪取並與戰兔等人展開戰鬥，之後因血逐將奪得的USB 還給龍我而質問對方，血逐卻給予只要透過桐生戰兔將內容製作出來就可以了的回答。
第9話因難波重工的難波會長要求其使其父冰室泰山拓展軍備之事而相當急躁，於是在美空外出之時，企圖打算將她再次帶回Faust 的實驗基地，但被趕來的龍我和血逐接二連三阻止，之後命令旗下的河合榮多和桑田真吾兩名研究員監守自盜地解除潘朵拉之盒的保全密碼，在成功解除密碼之際，透過電話命令血逐帶領Faust 的保衛者進行盜取潘朵拉之盒作戰，目的在於藉由潘朵拉之盒遭到竊盜，讓其父冰室泰山感到壓力而自願地拓展軍備。
第10話因血逐破壞監視器使其無法觀看而找血逐算帳，並在戰兔出現後，與血逐聯手奪走戰兔所掉落的部分滿裝瓶，但隨後血逐帶走潘朵拉之盒而追擊他，最後在戰兔與血逐交戰中襲擊戰兔，並奪走戰兔所持有的剩餘滿裝瓶，隨後返回現場，並正見準備被送至醫院的父親冰室泰山，得其委託成首相代理後轉身陰笑。
第15話被石動惣一揭穿為夜霸的真身，之後卻四處尋找潘朵拉之盒的下落。找到潘朵拉之盒真正匿藏的地方後以夜霸的身份將兩個隨從變成SMASH並與戰兔等人開戰，但卻被已經進化成RabbitTank Sparkling Form的戰兔擊敗，並在其父親得知其為Faust的成員後當眾怒斥其。
第16話在桐生戰兔及萬丈龍我打倒來自北都的SMASH 和保衛者後告知北都和東都正式開戰。
第17話在北都與東都之戰開始之初以撤銷通緝令爲名威脅桐生戰兔和萬丈龍我加入陣營對抗北都。
第18話時到難波重工與難波會長見面時卻意外地見到本因被他擊傷落水後下落不明的內海成彰，而對方卻成為難波重工的一員。
第20话向北都派遣军队发动战争，但被冰室泰山阻止并解除父子关系后，怒而在眾人面前變身夜霸搶奪走潘朵拉之盒，在被桐生戰兔阻止后，揚言會卷土重來並離去。
第22話結尾以假面騎士Rogue 姿態出現在血逐及多治見喜子面前。
第23話結尾變身成假面騎士Rogue 出現在正在和Engine Bro 和Remocon Bro 苦戰的戰兔和龍我面前，並以壓倒性的力量擊敗變成Cross-Z Charge 的龍我和變成RabbitTank Sparkling Form 的戰兔，後來解除變身顯露真身。
第24話得知當初在被驅逐下台後，為了得到變身成假面騎士的力量，在不甘心的情況下選擇投靠難波重工，甚至受到屈辱及不人道的對待（而他本人稱之為「地獄」），最後終究成功地變身為假面騎士Rogue。隨後帶領西都的成員襲擊東都政府，並威脅其父冰室泰山交出潘朵拉之盒，在戰兔趕來之際，轉移戰地至天空之壁旁，在戰兔等人追問代表西都的目的時，說出自己想親手統治整個日本的信念（野心），並輕鬆地擊敗危險形態下的戰兔，在打算解決戰兔的瞬間，卻因被謎之力量附身的美空的出現而暫停下來。
第25話透過安插在東都的間諜得知了潘朵拉之盒的真正所在地，並以壓倒性實力擊殺了在那裏看守的赤羽，並壓制趕來的戰兔、龍我、一海三人。最後雖然被失控的戰兔反過來壓制，但也隨即利用這點讓戰兔轉而攻擊一海，並趁隙帶著潘朵拉之盒離去。
第27話時以東西兩都代表戰第三名選手身份登場，並以葛城巧的理念挑釁及指責戰兔，同時認為戰兔不可能超越他原為葛城巧時的成就，在戰兔使用Hazard Trigger 時表情相當不屑，但隨後在戰兔拿出Full Full Rabbit Tank Bottle 時驚訝不已，甚至在戰兔變身成兔子兔子型態時產生居然不會失去自我的疑問。
第28話在內海啟動對兔子兔子型態的攻略系統下成功壓制戰兔，但隨後得知那只是戰兔在拖延時間的計劃，並在戰兔轉換成坦克坦克型態後遭到擊敗，使得所代表的西都因此敗北。後在其父冰室泰山讓其回東都時，不願接受甚至離去。
第30話得知其生死現皆掌握在內海成彰及石動惣一手上，因此不得不屈服其威脅。
第31話在海边上與戰兔對戰期間向其透露目前的御堂正邦是由難波重三郎假扮的，並説出難波重三郎想透過潘朵拉之盒來支配世界。
第32話時出手幫助被難波重工挾持的北都居民逃脫並打算反抗內海的威脅，但還是因遙控器被內海持有的關係而失敗，導致被迫接受威脅並在結尾挾持自己的父親冰室泰山為人質。
第33話中一度不顧自身安危想幫父親冰室泰山脫逃卻失敗，但因為在戰鬥中奪下晶片遙控器，其後尋求桐生戰兔幫助下改寫遙控晶片的訊號而成功擺脫難波重工的控制，並與戰兔等人聯手營救冰室泰山，但仍不敵奪走進化驅動器並變身的假面騎士Evol，在即將受到致命一擊時冰室泰山替其檔下攻擊後死亡。之後因父親冰室泰山為自己擋下致命一擊身亡而失神落魄。
後來因持有最後的「鳳凰（Phoenix）」滿裝瓶，再加上亦想為自己之前的行爲贖罪而被戰兔邀請聯手對付艾博魯特，但卻被艾博魯特附身的龍我將自己、戰兔、一海三人給轉送到潘多拉之塔處，隨後與假面騎士Evol展開戰鬥，但被其輕鬆擊飛。
第37話起先因父親的死而失去已往努力的目標而拒絕前來請求協助的龍我及一海，後在兩人展現因戰兔而產生的決心後，為了實現新的目標及決心下協助兩人與艾博魯特戰鬥。
第38話時因葛城巧恢复记忆而被责骂，并向他表示深感愧对，後被內海成彰約出並從其口中得知艾博魯特打算奪權之事，之後將此事告知眾人。
第39話時被效忠艾博魯特的內海成彰（假面騎士Mad Rogue）擊至重傷昏迷，在一海用星雲蒸氣鎗逃脫後由紗羽協助照顧，在甦醒之時打算抱著重傷的軀體繼續參戰但被其他人制止。
第40話首次以奇葩造型的衣服秀给戰兔等人看结果遭美空吐槽。
第41話再次以新造型出現在众人面前，结果不但被美空赶走，還被下了禁止踏入Nascita的封殺令。
第42話在面对内海時因受到挑衅而陷入萎靡不振的狀態，好不容易稳定下来後便與戰兔一同將其击倒，之后更目睹了葛城忍的现身。
第43話和龍我和猿渡一同與葛城忍對戰，结果被擊到。
第44話和猿渡一同前往艾博魯特的大本营，结果被内海所制服，并雙雙被灌入星雲氣體，但因氣體无法和肉体完全融合而暫時无法作战，和猿渡被及时趕到的龍我带走，之后和戰兔等人與艾博魯特一同开始一场激烈對戰，并和猿渡一同將其抑制，使龍我成功將其擊倒。
第45話和戰兔等人得知了葛城忍的目的，并在目睹葛城忍被毒殺後與龍我和猿渡與附身在内海的艾博魯特對戰，因判定局势不妙而利用蒸氣槍撤退，之后使出四連騎士踢并成功把艾博魯特體内的嵌板和失落滿裝瓶擊出。
第47話面对同样被艾博魯特的遗传因子拟態化的鷲尾兄弟，而自愿留下来和他们俩决斗，直到内海的出現和他的心声被透露出来後才正式双剑合并，在鷲尾兄弟被消灭后便遇到艾博魯特，并再次对战不果反被击倒，在目睹内海牺牲後便利用蒸氣槍撤退，後得知猿渡的牺牲後陷入了悲伤。
第48話在戰兔和龍我先后被已進化成究极態的艾博魯特打败後，便独自一人和其對戰，第一次被打败至头盔破裂，第二次在打中了進化扳機后又使出必杀技時更是直接被秒杀，最后道出遗言後便安然消散，壮烈牺牲。
第49話在沒有天空之壁的世界中，擔任父親冰室泰山的首相秘書，並接受紗羽訪問。
於外傳《Build NEW WORLD 假面騎士Cross-Z》因潘朵拉之盒的波動而恢復舊世界的記憶。
於外傳《Build NEW WORLD 假面騎士Grease》與瀧川紗羽成為情侶。
曾持有「火箭（Rocket）」滿裝瓶，後因血逐而落入戰兔手上。
變身成夜霸的口號是「蒸血」（日語原文為「蒸血」）。
內海成彰（越智友己、大竹優青（童年期）飾／香港配音：陳成港／台灣配音：胡鎮璽／大陆配音：胡霖）
夜霸、Hell Bros、假面騎士Mad Rogue的變身者，27歲。
危險等級為3.0以下 → 5.0以上。
原為冰室幻德的貼身秘書，嚴格監視解析著「潘朵拉之盒」的戰兔，本身亦是名出色的科學家，另外其所泡出來的咖啡相當好喝。
雖為Faust 的成员和難波儿童之一，但其本性並不壞，因忠心於難波重工而做出不少錯事並與戰兔等人屢次作對。
第4話在戰兔以「天空之壁的悲劇」的影片及Faust 的存在質問冰室幻德時，對其相當不滿，卻遭到在旁的冰室幻德怒斥。
第6話在冰室幻德的命令下將葛城巧的研究資料給予戰兔觀看。
第8話陪同冰室幻德前往東部某銀行的保險庫取物時卻發現葛城巧留下的字條，此知被葛城京香戲弄。
第12話告诉戰兔难波实验所有地下第三层，在东都政府歼灭浮士德的行动中变身成夜霸，被戰兔击败时企图自杀时被戰兔阻止，逃跑后告诉戰兔「不要变成自己一样」，並表示早已得知戰兔為假面騎士Build 的身份，然后被冰室幻德击中掉落水中，後被血逐(艾博魯特)救上岸，被改造成生化人，並且成為難波重工的成員之一。
由于被击败时面貌被媒体拍到，并说出自己是浮士德的相关语句，因此被媒体和东都政府描绘成Faust 的幕后黑手。
其後，根據石動惣一所盜取的「壓縮系統（Sclash System）」設計圖及代碼製作出假面騎士Grease和假面騎士Rogue 所持有的擠壓驅動器（Sclash Driver）。
在《假面骑士Build 提升危险等级的7种最佳配对》中协助桐生戰兔发明抑制危險扳機的装置，拾取凯撒系统后利用从戰兔收集到相关数据进行改进。
第38話在難波重三郎被艾博魯特擊殺後，决意投靠了它，不仅折断了難波的拐杖，還從它手中获得了進化驅動器，繼而變身成假面騎士Mad Rouge。
第39話以Mad Rogue的力量對戰幻德，更因此大获全胜，并表示想利用科学的力量统治国家，還狂擊倒了龍我和猿渡，後在戰兔成功變身成天才形態後更是大吃一惊。
第40話與戰兔一戰中，彻底被打败至體内的星雲氣體被中和。
第42話因艾博魯特要求制造失落滿裝瓶而表示感到质疑，後利用新闻散播戰兔等人是反政府联军等類谣言，以引诱他们出来，還表示要拿他们作为Lost SMASH 的實驗对象，在交戰中因無法以数据检测出戰兔等人的戰鬥数据，在被戰兔和幻德擊倒後於第43話被艾博魯特及时带走。
第44話带领一批坚甲保卫者前来制服袭来的幻德和猿渡，并將他俩灌入星雲氣體，结果被他俩的目的耍弄一番後怒火中烧，并展开对战，之后因葛城忍的及时杀敌而立刻逃离，过后與葛城忍通过影像直播目睹了艾博魯特和戰兔等四人的對戰。
第45話被艾博魯特附身在體内，并首次以艾博魯特的人格變身成Mad Rogue 和龍我等人對戰，在艾博魯特奪回進化驱动器後便被抛在另一边。
第47話证实是为了去取得艾博魯特的戰鬥数据而假装投靠它，并表示身为難波儿童之一的他纯粹是为了替難波报仇，但因為以當時狀況下的騎士系統無法超越艾博魯特而臨機應變屈服於它，並獲得進化驅動器，與幻德联手消灭了鷲尾兄弟後，和艾博魯特展开决战，并首次以惊人的速度和力量猛烈狂殺，结果因自己被改造成生化人的关系而负荷不了其力度，被击倒后竟只为了守护失落滿裝瓶而為幻德挡了一刀，最后牺牲。
第49話在沒有天空之壁的世界中，工作於難波機械製造所，還试图折断一根铁棍，结果反被打伤。
於外傳《Build NEW WORLD 假面騎士Grease》借由戰兔人體實驗的關係，而恢復舊世界的記憶。
變身成夜霸的口號是「蒸血」（日語原文為「蒸血」）。
冰室泰山（山田明鄉飾／香港配音：黃志明／台灣配音：胡鎮璽／大陆配音：郑炼）
極力推動和平主義的東都首相，也是首相辅佐官——冰室幻德之父。
由於十年前因沒出席火星返航的記者會而沒被潘朵拉之盒的光線射中，所以不同於其他兩位首相想各自獨立的心態，而且渴望著日本能再次地和平統一。
第3話時與其他兩位首相進行例行會議，但因各自心懷鬼胎而草草結束會議。之後否決其子冰室幻德的強化軍備請求並向其下令將東都的一切不安要素（包含假面騎士Build）快速排除。
第8話時在三都會議上即使被其他兩位首相以假面騎士和SMASH 之事為難，仍堅持三都統一的理念，但也被其子冰室幻德以放任其他兩都欺壓仍不願強化軍備的理由斥責。
第9話在其他兩位首相前來東都視察潘朵拉之盒時，向內海追問其子冰室幻德為何現時未到，對方卻以冰室幻德暫忙等下過來的理由敷衍。
第10話時因潘朵拉之盒遭到盗走的壓力加上被多治見喜子和御堂正邦兩位首相指責下心臟病發倒地不起，後在被送至醫院前委托自己的兒子冰室幻德代為治理東都。
第11話得知必須靜養一段時間，而其子冰室幻德順勢成為首相代理。
第12話因瀧川紗羽告知東都政府和難波重工與Faust 有關，但本身似乎不相信此事，加上她持有嵌板的照片，而將她認定是可疑人士而派手下將她逮捕。
第15話從其子冰室幻德得知潘朵拉之盒被戰兔等人持有著，而透過電話讓戰兔前來醫院與自己見面。最後以抱病之身由手下扶著輪椅來到戰兔等人面前，並得知自己的兒子冰室幻德為Faust 的成員後，當眾怒斥他並隨後向戰兔等人道歉，之後向戰兔等人保證由他親自看管潘朵拉之盒後離去。
第16話時為堅守對戰兔等人的承諾而打算獨自保護潘朵拉之盒時，卻被石動惣一使用血逐的能力暗算再次昏迷不醒。
第20話在偽裝成護士的美空以治癒能力的幫助下重新甦醒，隨後返回政府重新執掌首相的位置。
第21話時因認為假面騎士是造成兩都大戰的主因，而讓戰兔及龍我退出戰鬥，但仍無法阻止北都的侵略野心，之後向北都的首相多治見喜子提出以代表戰來決定兩都的未來，並懇請戰兔以東都代表來參戰，但遭對自身罪惡自責的戰兔拒絕。
在東都與北都的代表戰中，在首相府內觀看代表戰的情況，在戰兔戰勝之時而放心。
之後因西都侵略威脅下，再次被迫接受代表戰。
第29話在戰兔的請求下給予戰兔1Dolk，並於第30話在戰兔的計劃下公開宣佈假面騎士Build以叛國罪處置，同時命令龍我和一海兩人趕到潘朵拉之塔和戰兔會合，從此可知其非常擔心戰兔的安危。
第32話對幫助東都對抗西都入侵卻必須被人唾罵的戰兔深感抱歉，在結尾時遭到入侵東都政府的假面騎士Rogue（冰室幻德）挾持走。
第33話雖在冰室幻德的幫助下逃脫但因內海成彰和血逐而失敗，後在戰兔的幫助下成功地被救出，但後為了替其子冰室幻德擋下假面騎士Evol的必殺攻擊而倒地身亡，並在過世前將東都托負給冰室幻德。
第49話在沒有天空之壁的世界中，擔任日本首相。
増澤（中谷太郎飾／香港配音：竺諺鴻）
冰室幻德的新任秘書，後成為冰室泰山的秘書。
其真實身份為難波重工安排在東都的間諜之一，同時也是難波兒童。
第25話在戰兔的計畫下曝光間諜身份後使用SMASH 瓶自盡並在消失前說出假面騎士Rogue（冰室幻德）已前往真正藏匿處。
第28話時透過紗羽口中得知是他乘東都政府將戰兔等人持有的滿瓶收回時暗中將竊聽器裝置在「龍（Dragon）」滿裝瓶內。
布袋幸司（永山高司飾）
冰室幻德的好友，同時也是前任東都首相輔佐官。
与冰室泰山一样推動和平主義，并宣稱首相冰室泰山已同意讓他擔任下一任首相。
在石動惣一的計劃下遭到內海成彰殺害，其屍身亦被甦醒野心的冰室幻德踐踏。
伊能賢剛（勝村政信飾）

### 東都先端物質學研究所
河合榮多（本庄司飾／香港配音：陳漢祺／大陆配音：林帽帽)
東都先端物質學研究所旗下其中一名研究員。
Faust 的成員之一。
在另一名研究員桑田真吾引開假面騎士Build 時，將東都先端物質學研究所內關於潘朵拉之盒的保全解除，並電話通知冰室幻德。
第10話時阻擋在龍我面前，並在血逐的利用下變成壓縮SMASH Hazard 與龍我展開戰鬥，但被龍我壓制。
最後出現在奪走潘朵拉之盒的血逐卻被其擊敗，體內的星雲氣體也順勢被血逐回收，後在血逐離去同時戰兔出現之時，對血逐質問身分是否為葛城巧，並表示Faust 可以輕易偽造屍體時，被血逐返使用能力易容後，卻變成先前被打倒已死的桑田真吾。
葛城忍（小久保丈二飾）
葛城巧 （木山廉彬飾）
桑田真吾（吉田亮飾／香港配音：竺諺鴻）
東都先端物質學研究所旗下其中一名研究員，是葛城巧的狂熱粉絲，也是Faust 的成員之一。
奉冰室幻德的命令將東都先端物質學研究所內關於潘朵拉之盒的保全解除，在假面騎士Build 到達後，使用裝有星雲氣體的空白瓶將自己變身成飛翔SMASH 引開假面騎士Build 注意，在被擊敗並其體内的星雲氣體被抽取後回復正常，但之後說出自己的任務已完成下使用另一枚裝有星雲氣體的空白瓶注入自身並對戰兔說出「葛城巧仍存活著」的遺言後哈哈大笑地消散於空中。
最上魁星（大槻賢二飾）
萬丈優里（羽里早紀子飾）
萬丈龍我的母親，萬丈龍我身世之謎的重要人物之一。23年前在難波重工綜合科學研究所擔任警衛。
23年前被不明之力植入其體内，導致其懷孕一個月，并在一個月後極速誕下萬丈龍我。
10年前在「天空之壁的悲剧」中不幸喪生。

### 東都中央刑務所
鍋島正弘（市大宮飾／香港配音：竺諺鴻(第2集片尾預告)→陳漢祺）
東都中央刑務所的看守，由於被「Faust」威脅要對家人不利，因此利用小倉香澄讓萬丈龍我成為殺人犯，還襲擊麻醉服刑的龍我，讓其成為「Faust」的實驗對象。
第3話遭到夜霸脅迫讓龍我前往西都，接著被強押至實驗室內改造成幻影SMASH，被打敗後，其體内的星雲氣體被假面騎士Build 用空白瓶吸收並被净化成「忍者（Ninjya）」滿裝瓶，其後被血逐再度捕捉並被改造成正方形SMASH。
第4話被打敗後，其體内的星雲氣體被假面騎士Build 用空白瓶吸收並被净化成「漫畫（Comic）」滿裝瓶。
雖然身體回復正常，但除了有在Faust 的實驗室看見另一片潘朵拉嵌版的記憶之外，大部分的記憶幾乎失去。
第12話结尾時透過電話告知戰兔已恢復失去的記憶，隨後說出命令自己陷害龍我的人的真正身份，而讓接聽電話的戰兔相當錯愕。
第28話得知全家都遭西都囚禁，並成為難波重三郎用來威脅紗羽的手段，在猿渡一海暗中潛入囚禁處救出後，全家被猿渡一海轉移到更加安全之處。

### 其他人物
木根光多（高橋琉晟飾）
木根禮香之子。
在遭到變成飛翔SMASH的母親木根禮香襲擊時，被假面騎士Build拯救。
五十嵐（南雲佑介飾；香港配音：竺諺鴻）
偷渡船的船長。
本不願幫龍我和紗羽偷渡，但因僱主木根禮香的請託而幫忙。
鍋島友惠（舟木幸飾；香港配音：莊巧兒）
鍋島正弘的妻子。
在不得已的情況下，被丈夫鍋島正弘安排與女兒一同搬至西都居住，隨後在龍我和紗羽的幫助下返回東都。
鍋島遙（川北蓮飾）
鍋島正弘的女兒，很喜歡玩翻花繩。
佐藤太郎（犬飼貴丈飾；香港配音：張振熙）
岸田立彌的大哥兼好友，與桐生戰兔樣貌相似的青年樂手，但個性與戰兔天差地別。
為幫小弟岸田立彌籌錢還債而接受葛城巧的試藥打工，卻在來到葛城巧的住所後下落不明。
第16話得知是血逐（石動惣一）為了帶走被擊暈的葛城巧而將目擊現場並打算逃跑的他給殺害，隨後將兩人調換面貌並將殺人罪名嫁禍給龍我。
第34話得知只是艾博魯特用來替換企圖對抗的葛城巧的替身而已，所以讓他目擊到現場並加以殺害，隨後將變換他的樣貌的葛城巧消除記憶並且帶走。
第49話在沒有天空之壁的世界中，與岸田立彌等人組成日本知名樂隊「鋼鐵道義」。
名波翔（田中士道飾）
名波裕子（田口寬子飾）

## 北都

### 北都政府
多治見喜子（魏涼子飾／香港配音：莊巧兒／台灣配音：連婉鈞／大陆配音：常蓉珊）
北都首相，貓頭鷹 Lost SMASH 的變身者。
作為一名好強的野心家，不僅推進以充實社會福利為目標的政策，還大力支持農業的發展，同時也在困难的情况之下，將北都預算的大部分全投入軍事開發之中。
十年前與御堂正邦曾被潘朵拉之盒的光線射中，也因此這兩年來一直都覬覦著潘朵拉之盒。
第3話時透過虛擬影像與其他兩位首相於東都政府內進行例行會議，但因各自心懷鬼胎而草草結束會議。
第10話因潘朵拉之盒被Faust 奪走而與御堂正邦聯手指責冰室泰山。
第16話因冰室幻德的挑釁而正式向東都宣戰，並安排赤羽、青羽及黃羽（北都三羽鴉）和猿渡一海（假面騎士Grease）等人入侵東都。
第17話與西都首相御堂正邦協商合作使用潘朵拉之盒，實際上是想自己獨占並完成其個人野心。
第19話時與血逐利用猿渡一海對三羽鴉的恩情誘惑三羽鴉自願改造強化成Hazard SMASH 。
第21話回應東都首相冰室泰山以代表戰來決定兩都的未來。
第22話在血逐的慫恿下，在代表戰之時暗中將全部軍隊投入襲擊東都而失去自身的防衛，而在Grease戰敗後企圖進攻東都，但被一旁的血逐阻止，隨之，因西都的防衛者入侵加上血逐的背叛，導致被囚禁。
第40話被艾博魯特注入過量的星雲氣體並改造成貓頭鷹Lost SMASH，後被戰兔使用天才形態擊敗而獲救，而對自己過去所做的事相當後悔。
第49話在沒有天空之壁的世界中，從日本首相冰室泰山口中得知其為新委任的厚生大臣。
才賀涼香（松井玲奈飾／香港配音：許家睿）

### 猿渡農場
猿渡一海（武田航平飾／台灣配音：陳彥鈞（本篇）、賈文安（平成世代Forever）／香港配音：梁皓翔／大陆配音：郭盛）
假面騎士Grease 的變身者，29歲，7月17日生，軍屬編號「907101080」，AB血型，暱稱「海海（カズミン）」。
危險等級為4.2 → 5.0 - 5.5 → 6.0。
原先是北都的一名大地主，也因此擁有一大片農場土地供人耕種，而三羽鴉原為其雇用的員工，因此被以仰慕之举尊稱為「大哥（カシラ）」，同時也是咪碳的死忠粉絲。
但因天空之壁的關係導致土地無法種植糧食下，不仅為了照顾三羽鴉及其家人選擇接受人體試驗，更为了不让他们担心而假装丧失過往的記憶。
三羽鴉在他心裡不可替代，因此與kabuto里的矢車想不同，在他們被擊殺後不允許任何生物擬態成他們的樣子，否則會毫不猶豫地出手。
性格方面相當地好戰，甚至將戰爭當作「慶典」看待，但出乎意料地是個路痴，厨艺相當不錯
儘管如此，他也沒有放棄對美空的追求，面對面聊天會比較羞澀，但只要有機會就會死死抓住不放，最後也修成了正果。
第17話不满北都首相多治見喜子將一般市民當作攻擊目標的做法，在沒有變身的情況下手握其中一個滿裝瓶，然後徒手打倒一隻攻擊市民的SMASH。
第18話通过电视直播威胁東都交出潘多拉之盒和满裝瓶，实际上是威胁多治見喜子不要向北都三羽鴉的家人下手。以超群的戰鬥力快速地擊倒戰兔和龍我，但兩度皆因美空的關係而收手。
第19话在知道三羽鴉擅自接受強化實驗成為Hazard SMASH 時，氣到將他們怒斥一頓，在赤羽不小心口誤說美空是戰兔的女朋友，而對赤羽發脾氣，甚至後與戰兔等人對戰時，脫口先問美空與戰兔的關係，讓在場的眾人傻眼，在戰兔說謊說是他誤認人時，還與一旁的三羽鴉開心地慶祝。
第20話因三羽鴉擅自接受強化實驗之事痛揍向赤羽，但被一旁的青羽反駁說其似乎沒失去記憶卻不願以本名叫他們，之後告知三羽鴉想繼續跟隨他就要活下去。
第21話親眼目睹青羽在自身面前遭到擊殺，並在青羽消散前，得至其託付的軍牌，隨後阻止因失去好友而極為憤怒的赤羽和黃羽對戰兔及龍我攻擊，之後與赤羽和黃羽繼續侵略東都，在龍我出現之時，擊敗他並告知不要以半調子的心態回到戰場後離去。之後前往青羽消散之處祭拜，正遇自責於擊殺青羽的戰兔，告知戰兔關於青羽之事並說青羽之死並非戰兔之錯，但出於自己是青羽好友的理由，也因此會在代表戰中使出全力擊潰戰兔後離去。
第22話時被失控的戰兔擊敗導致北都在東都與北都的代表戰中敗北，但隨後失控的戰兔打算繼續攻擊時，被到來的龍我拯救。
代表戰後透過接到電話的戰兔得知北都遭到西都佔領，隨後與戰兔等人在東都首相府時得知三羽鴉的家人好友被挾持而黃羽獨自去救人卻被俘虜，在戰兔無法正面進入北都的情況下與赤羽一同去救人，但後在鷲尾兄弟的攻擊下敗北而黃羽也為保護自己犧牲性命。
在東都與西都的代表戰中，作為第一位選手出戰，起先被Engine Bros 的力量壓制住，但後因心中懷抱對已逝的三羽鴉的深刻友情而擊潰Engine Bros 獲得第一場勝利。其後在紗羽的電話告知下暗中前往被囚禁的鍋島一家所在處救人，之後回到代表戰現場時看見龍我及美空因興奮而握起手時對龍我不爽。
第29話在得知西都不願歸還北都的情況下憤而打算獨自回到北都親自奪回，但在龍我及戰兔的勸阻下放棄並與兩人並肩作戰停止戰爭。
第30話與戰兔和龍我一同殺入潘朵拉之塔内，在里面與鷲尾兄弟和幾個堅甲保衛者一戰中，不慎被里面的機關打得落花流水。
第31話重返潘朵拉之塔後，更一度被血逐擊傷至昏倒。
第37話與幻德和龍我一同使出三連踢，將艾博魯特擊倒，岂料竟讓他成功進化成完全體。
第39話在幻德被内海所變身的Mad Rogue 擊倒而立马拿出星雲蒸氣槍放出烟雾然后撤退。
第40話時被艾博魯特襲擊並奪走代表三羽鴉的失落滿裝瓶，之後與戰兔潛入北都，之後獨自前往難波重工的研究所企圖奪回滿裝瓶，但卻誤中內海成彰的圈套，並被迫注入過量的星雲氣體，但隨後乘機脫逃卻遭到阻擋，而這時他發現阻擋之人是已失蹤許久的北都首相多治見喜子，但對方卻變身成貓頭鷹Lost SMASH襲擊自己，在無法回擊下被迫挨打，後遭到假面騎士Mad Rogue攻擊而面臨快要消散的邊緣，但在使用「龍（Dragon）」濃縮膠凍下卻意外地阻止消散，但也變得更加暴躁好戰，在擊退假面騎士Mad Rogue後，戰兔建議使用「天才（Genius）」滿裝瓶中和體內的星雲氣體之時，婉轉拒絕掉戰兔的建議。
第42話因葛城忍有可能是幕后黑手而與戰兔起了冲突，後在和龍我與内海一戰中因龍我暴走而试图阻止不果。
第43話和龍我和幻德一同與葛城忍對戰，结果被打倒後更一度陷入崩滅状态，所幸及时解除变身，才得以幸免，對於戰兔為其父擊晕龍我一事而感到唾弃，之后便离去。
第44話和幻德一同前往艾博魯特的大本营，一同被内海所制服，并雙雙被灌入星雲氣體，但因氣體无法和肉体完全融合而暫時无法作战，與幻德被及時趕到的龍我带走，过后和戰兔等人與艾博魯特一同开始一场激烈對戰，并和幻德一同將其抑制，使龍我成功將其擊倒。
第45話和戰兔等人得知了葛城忍的目的，并在目睹葛城忍被毒殺後與龍我和幻德與附身在内海的艾博魯特對戰，结果被艾博魯特的一部分遗传因子擊傷至短暂昏迷，醒来後人格卻是艾博魯特，恢复意识後一同使出四連騎士踢并成功把艾博魯特體内的嵌板和失落滿裝瓶擊出，還成功奪回了被淨化了的「城堡（Castle）」滿裝瓶。
第46話从戰兔手中得到Grease 暴风雪拳套和「北极暴风雪（North Blizzard）」滿裝瓶，還被戰兔告誡說這個道具只能作为武器使用不可用於變身，否则自己的危險等级會暴升到超越人類的極限然後承受不了而灰飛煙滅，但當面对三個被艾博魯特的遗传因子所拟態成北都三羽鴉的Lost SMASH 時，决定自己去面对，但被三羽鴉的感情影响而下不了手，最后用力磕头撞地來清醒自己，拿出较早时就偷來的創造驱动器，使用Grease 暴风雪拳套來變身，并首次成功变身成「Grease Blizzard」。
第47話與被艾博魯特拟態化的三羽鴉越打越亢奋，结果开始出现了死亡征兆，期间还被美空叫住手，但因想到戰兔所说的话而置之不理，在打倒锹形虫Lost SMASH 和猫头鹰Lost SMASH 後，力气也随之耗尽，但还是發動最后一击，成功将城堡Lost SMASH 消灭，在解除变身后便将其中一个失落滿裝瓶交给美空，最后道出遗言「能够被妳拜托，真幸福，可以向他们炫耀了」後彻底消散，他的戰死，几乎让大家都陷入了崩溃。
第49話在沒有天空之壁的世界中，與记忆正常的三羽鴉一同拜訪咖啡店「nascita」，並對美空一見鍾情。
於外傳《Build NEW WORLD 假面騎士Cross-Z》因潘朵拉之盒的波動而恢復舊世界的記憶。
於外傳《Build NEW WORLD 假面騎士Grease》結尾與石動美空成為情侶。
似乎同龍我都能以意志力提升危險等級，在戰鬥中一旦情緒激昂起來就會變得越發強大。
口頭禪是「我要燃燒心火，將你擊潰！」，變身後的口頭禪為「假面騎士Grease ，拜見！」。
赤羽（榮信飾／香港配音：陳漢祺／台灣配音：胡鎮璽／大陆配音：薛成）
城堡 Hard SMASH、城堡 Hazard SMASH 的變身者，軍屬編號「759139193」。
本名為大山勝（OOYAMA MASARU），據三人所述為因猿渡一海接受實驗而失去有關記憶而以其自認為方便的方式稱呼三人。
危險等級為3.7。
三人中身高最高，極容易因受到挑釁而發脾氣，但也是個極為重視夥伴之人。
第19话在血逐和多治見喜子的劝诱下接受改造变成Hazard SMASH，击败战兔夺取数个满装瓶。
第25話獨自一人看守潘朵拉之盒時遭到幻德突襲，雖然不敵但仍全力應戰並被擊倒，死前向趕來的一海遞出自己的軍牌，但在一海上前要拿前就消散而亡。
三羽鴉中最後陣亡者。
第46話時被艾博魯特利用自身的遺傳因子擬態而成，之後變身成城堡 Lost SMASH與猿渡一海進行對戰。
第47話被濒死的猿渡一擊彻底消灭。
第49話在沒天空之壁的世界中存活，并和猿渡造访nascita，但隨後與其他兩人將興奮過度的猿渡抬走。
青羽（芹澤興人飾／香港配音：溫浩楠／台灣配音：鈕凱暘／大陆配音：林帽帽）
鍬形蟲 Hard SMASH、鍬形蟲 Hazard SMASH 的變身者，軍屬編號「330488381」。
本名為相河修也（AIKAWA SYUUYA），據三人所述為因猿渡一海接受實驗而失去有關記憶而以其自認為方便的方式稱呼三人。
危險等級為3.7。
三人中最年長及身高最矮，另外也是個為夥伴著想的好男人。
第19话在血逐和多治見喜子的劝诱下接受改造变成Hazard SMASH，击败战兔夺取数个满装瓶。
第21話時被因變身成兔子坦克危險形態（RabbitTank Hazard Form）而失去自我的戰兔擊倒後，在猿渡一海的面前消散而亡，死前將一枚軍牌交給一海。
三羽鴉中首位陣亡者。
第46話時被艾博魯特利用自身的遺傳因子擬態而成，之後變身成鍬形蟲 Lost SMASH與猿渡一海進行對戰。
第47話被猿渡消灭。
第49話在沒天空之壁的世界中存活，并和猿渡造访nascita，但隨後與其他兩人將興奮過度的猿渡抬走。
黄羽（吉村卓也飾／香港配音：譚禹晋（本篇)、李鎧梵（外傳Starnext）／台灣配音：孟慶府／大陆配音：李轻扬）
貓頭鷹 Hard SMASH、貓頭鷹 Hazard SMASH 的變身者，軍屬編號「800110158」。
本名三原聖吉（MIHARA SYOUKICHI），據三人所述為因猿渡一海接受實驗而失去有關記憶而以其自認為方便的方式稱呼三人。
危險等級為3.6。
三人中性格最像孩童，但也是個願意為夥伴犧牲的好人。
第19话在血逐和多治見喜子的劝诱下接受改造变成Hazard SMASH，击败战兔夺取数个满装瓶。
第23話時為了救回遭西都挾持的家人及朋友而獨自返回北都卻遭到擊敗俘虜，後一度被救出，但最後替因遭到擊敗而解除變身的猿渡一海擋下鷲尾兄弟的必殺攻擊而在猿渡一海的面前消散而亡，死前同樣地將一枚軍牌交給一海。
三羽鴉中第二位陣亡者。
第46話時被艾博魯特利用自身的遺傳因子擬態而成，之後變身成貓頭鷹 Lost SMASH與猿渡一海進行對戰。
第47話被猿渡消灭。
第49話在沒天空之壁的世界中存活，并和猿渡造访nascita，但隨後與其他兩人將興奮過度的猿渡抬走。
生方直進（高尾勇次飾／香港配音：陳力航）
冰SMASH的變身者，25歲，軍屬編號「501015895」，自稱為「北都的暴走拖拉機（北都の暴走トラクター）」。
除猿渡一海及三羽鴉外，來自北都的另外一名刺客，同樣尊稱猿渡一海為大哥，並且因仰慕猿渡一海及三羽鴉而替他們及自己製作軍牌。
第32話時與其他北都居民都遭到難波重工挾持，並被內海成彰作為威脅猿渡一海的籌碼，但隨後在冰室幻德的幫助下解困，最後與其他北都居民去投靠猿渡一海。

### 其他人物
雄彦（笹岡佐助飾）
北都居民，同時也是葛城京香所教的學生之一，願望是能當老師然後教導學生學習。
在血逐來襲時遭到利用變成冰SMASH，被打敗後其體內的星雲氣體被假面騎士Build 用空白瓶吸收並被淨化成「消防車（Shoubousha）」滿裝瓶。
和夫（關仁平飾／香港配音：梁珮瑤）
北都居民，同時也是葛城京香所教的學生之一。
正人（田代輝飾／香港配音：莊巧兒）
北都居民，同時也是葛城京香所教的學生之一。
生方喜三代（和泉今日子飾）
生方直進的祖母，75歲。
務農期間心臟病發急需送醫，但遭到北都士兵為難，隨後在猿渡一海的幫助下，得以治療，也因此讓生方直進為了感恩而渴望成為猿渡一海的夥伴。

## 西都

### 西都政府
御堂正邦（富家規政飾／香港配音：黎家希／台灣配音：孟慶府）
西都首相。
讓年輕人進軍海外的技術實力，實現達到經济复興的目标，但有传言説他私下對抗軍備擴張的北都。
同時作為一名心機穩重又冷静的策士，從不太顯露出任何感情，讓人摸不透他心中的想法。
十年前與多治見喜子都曾被潘朵拉之盒所散發出的神秘光芒掃過，也因此這十年來兩人一直都覬覦著潘朵拉之盒。
第3話時透過虛擬影像與其他兩位首相於東都政府內進行例行會議，但因各自心懷鬼胎而草草結束會議。
第10話因潘朵拉之盒被Faust 奪走而與多治見喜子聯手指責冰室泰山。
北都和東都開戰期間，與北都首相多治見喜子協商合作使用潘朵拉之盒。
東都與北都的代表戰期間，暗中派軍隊襲擊北都，並將北都首相多治見喜子囚禁。
西都佔領北都後，透過電視頻道正式向東都宣戰，並利用三羽鴉的家人朋友威脅猿渡一海等人。
第25話時因附身在美空身上的神祕力量出手的關係，認為其威脅到西都而感到不安，卻被在其一旁的難波會長喝斥。
得到潘朵拉之盒後，以勝劵在握的姿態向東都首相冰室泰山提出三對三代表戰，並且要求冰室泰山若東都輸的話必須交出領土及所持的滿裝瓶，反之西都輸的話放棄對東都的侵略並退出北都。
在東都與西都的代表戰中，因西都敗北加上不願違反與東都的約定而被難波重三郎當成棄子拋棄並被血逐給毒殺消散，而難波重三郎在血逐以變換面貌的能力下取代其身份並發動對東都的侵略戰爭。
第42話被艾博魯特幻化其面貌並進行統一日本的宣言演說。
第49話在沒有天空之壁的世界中，從日本首相冰室泰山口中得知其為新委任的外務大臣。
鳄淵晴彦（見雪太亮飾）
西都的假面騎士的候補者，因不明原因無法成功變身成為假面騎士Rogue。
最後被冰室幻德殺害。
冰室幻德（水上劍星飾）
鄉原光臣（藤井隆飾／香港配音：譚禹晋）

### 鷲尾兄弟
鷲尾風（足立理、高岩芯泰（童年期）飾／香港配音：陳力航／台灣配音：孟慶府）
Remocon Bros和Hell Bros 的變身者，鷲尾雷的哥哥。
來自西都的兄弟戰士，實際上是難波兒童。
作為東西兩都代表戰第二名選手，起先利用Hell Bros 的強大力量讓龍我招架不住，但後被龍我反擊時卻以謊言欺騙龍我的同情而獲得勝利。
第38話在難波重三郎的命令及為了對戰艾博魯特下兄弟倆自願接受強化改造，之後在親眼目睹弟弟遭到艾博魯特擊殺消散下，怒而與艾博魯特對戰，但仍舊不敵被擊敗，最後以自己的身體挺身而出幫龍我擋下艾博魯特的必殺攻擊而被擊倒消散，臨死前向龍我表示為他人而戰的感覺其實挺好後露出滿足的笑容而逝去。
變身的口號是「潤動」（日語原文為「潤動」）。
鷲尾雷（奈須田雄大、渡邊虎雅（童年期）飾／香港配音：竺諺鴻／台灣配音：胡鎮璽）
Engine Bros 的變身者，鷲尾風的弟弟。
來自西都的兄弟戰士，實際上是難波兒童。
作為東西兩都代表戰第一名選手，起先以力量壓制假面騎士Grease，但隨後被假面騎士Grease以強大信念所產生的力量擊敗。
第38話在難波重三郎的命令及為了對戰艾博魯特下兄弟倆自願接受強化改造，最後在與艾博魯特對戰中遭到擊殺消散。
變身的口號是「潤動」（日語原文為「潤動」）。

## 難波重工
難波重三郎（濱田晃、富家規政（偽裝成御堂正邦時）飾／香港配音：黎家希／台灣配音：胡鎮璽）
難波重工的會長，Faust 的幕後資助者，喜歡吃甜食。
个性方面虽然卑鄙无耻下流，但仍不及於艾博魯特，而且其自身於的野心也如此过大，甚至於为了达到这样的目的連對任何知情之者赶尽杀绝之举也做得出来。
而且從他凭着庞大的压抑性领导能力把自家产业全面传遍日本三都、设立像「難波儿童」这种不人道、可耻又剥削孩童权利的设施机构、利用連一般土豪的全副身家都比不上的庞大资金制造出数量无限级的保衛者并分配給日本三都的那几點可见他是個名副其实的帝国主义者。
第9話向冰室幻德表示若無法說服其父冰室泰山發展軍備的話，他將會把騎士系統的一切流向西都與北都。並在Faust 搶奪潘朵拉之盒時，在其座車上接取瀧川紗羽的有關Build 的相關情報。
第11話透過與瀧川紗羽的電話得知竊聽計畫失敗。
第13話向冰室幻德表示與東都政府關於騎士系統的交易作罷，並告知其已有新的合作對象——石動惣一，讓冰室幻德相當錯愕難堪。
第14話在石動惣一奪得潘朵拉之盒及滿裝瓶並來到其面前時，將其自己的目的告知向其詢問的石動惣一，打算親手測試滿裝瓶時，卻發現是偽品不能使用。
第25話得知早在東都內安排間諜監視潘朵拉之盒的動向，在得知潘朵拉之盒的藏匿處後命令鷲尾兄弟及冰室幻德等人進行奪取。
第26話透過電話向紗羽下達盜取戰兔所開發出的新道具資料的命令。
第27話從紗羽手上取得新資料的檔案，並警告紗羽別妄想背叛，隨後命令內海成彰將資料製成攻略並輸入假面騎士Rogue 所持有的擠壓驅動器內。
第28話因紗羽的背叛而使得西都敗北，要御堂正邦違約進攻東都但御堂不願而起爭執，隨後讓在外等待的血逐將御堂毒殺並讓血逐將自己變換成其面貌，之後藉由西都首相的身份正式發動對東都的侵略戰爭。
第29話得知刻意以不轉播的方式掩蓋東西都代表戰的勝負真相，並以難波重工的權勢控制三都的媒體播報假新聞來扭曲事實。
第30話更得知利用御堂正邦的身份的真正目的在於利用潘朵拉之盒来將世界變成他所想要的屬於難波重工的不朽帝國。
第32話以御堂正邦的身份不接受冰室泰山的和平談判，並揚言要以蠻力奪回潘朵拉之盒。
第34話在得知冰室泰山過世後，認為只差將潘朵拉之盒入手就可以完成難波重工的帝國願景。
第35話得知為了將潘朵拉之盒內的能量最大利益化而不願過早開啟潘朵拉之盒，於是命令內海阻止艾博魯特，但結果失敗。
第36話在艾博魯特的忽悠下，再次以御堂正邦的身份發動對東都的侵略並提前發表勝利宣言。
第37話質疑艾博魯特的行為，並命令他奪回潘朵拉之盒。
第38話因艾博魯特的奪權威脅而憤怒，於是傾難波重工之力打算消滅他但仍舊不敵，最後在艾博魯特清算時向他求饒，並在艾博魯特的謊言中遭到毒殺消散。
內海成彰（越智友己、大竹優青（童年期）飾）
瀧川紗羽（瀧裕可里飾）
鷲尾風（足立理、高岩芯泰（童年期）飾）
鷲尾雷（奈須田雄大、渡邊虎雅（童年期）飾）
増澤（中谷太郎飾）
最上魁星（大槻賢二飾）

### 難波重工收容設施
飯源行信（清水一哉飾）
難波重工研究所收容設施內的老大。
對被收進收容設施的冰室幻德施行各種慘不忍睹的暴力行為。
柿澤治郎（水野智則飾）
難波重工收容設施的成員，一直想盡各種方式逃離難波重工收容設施。
最後被高橋義和及松井紀男兩人所變身的Remocon Bros和Engine Bros殺死。
冰室幻德（水上劍星飾）

## FAUST
夜霸（Night Rogue）（CV：水上劍星／越智友己）
Faust的幹部之一，為桐生戰兔記憶中的「蝙蝠男」的真實身份，而他底下的真實身份為「冰室幻德」，冰室幻德被假面騎士Build擊倒後投靠至西都並成為假面騎士Rogue。
在東都政府殲滅浮士德的行動中與《假面騎士Build 提昇危險等級的7種最佳配對》中，由內海成彰擔任變身者。

血逐（Blood Stalk）（CV：前川泰之／金尾哲夫）
Faust 的幹部之一，襲擊桐生戰兔的「眼鏡蛇男」真實身份，自稱為「遊戲製作者（ゲームメーカー）」，而他底下的真實身份為「石動惣一 / 艾博魯特」。
桑田真吾（吉田亮飾）
東都先端物質學研究所旗下其中一名研究員，是葛城巧的狂熱粉絲，也是Faust 的成員之一。
河合榮多（本庄司飾）
東都先端物質學研究所旗下其中一名研究員，也是Faust 的成員之一。
葛城巧 （木山廉彬飾）
曾是東都先端物質學研究所旗下其中一名研究員，也是Faust 的創始者之一。
難波重三郎（濱田晃飾）
難波重工的會長，Faust 的幕後資助者。
瀧川紗羽（瀧裕可里飾）
最上魁星（大槻賢二飾）
高橋義和（中山卓也飾）
Faust 的成員，冰室幻德指派給葛城巧的助手。
危險等級為4.4。
在Faust分裂後，與松井一同被難波重工辗转到位於西都的分部去，進行西都騎士的选拔實驗和處理遺體。
在那拯救了已沦为囚徒又瀕臨死亡的冰室幻德，将其唤醒并促使其下定决心成为骑士。
随后在血逐劝诱下為了幫幻德而注入了星雲氣體，变身成Remocon Bros後被冰室幻德所杀。
松井紀男（市原朋彥飾）
同樣是Faust的成員，冰室幻德指派給葛城巧的助手。
危險等級為4.4。
在Faust分裂後，與高橋一同被難波重工辗转到位於西都的分部去，進行西都騎士的选拔實驗和處理遺體。
在那拯救了已沦为囚徒又瀕臨死亡的冰室幻德，将其唤醒并促使其下定决心成为骑士。
随后在血逐劝诱下為了幫幻德而注入了星雲氣體，变身成Engine Bros後被冰室幻德所杀。
葛城忍（小久保丈二飾）

## SMASH
神秘之男（岡田和也飾）
被Faust 改造成針SMASH 並襲擊瀧川紗羽。
第1話被打敗後，其體内的星雲氣體被假面騎士Build 用空白瓶吸收並被净化成「刺蝟（Harinezumi）」滿裝瓶。
雖然身體回復正常，但本人已失去相關的記憶。
志水恭一（山崎將平飾）
被Faust 改造成強壯SMASH，後為鍬形蟲 Lost SMASH 的變身者。
第1話被打敗後，其體内的星雲氣體被假面騎士Build 用空白瓶吸收並被净化成「猩猩（Gorilla）」滿裝瓶。
雖然身體回復正常，但本人已失去相關的記憶。
第41話得知是戰兔之父葛城忍的學生兼實驗助手，在被約出來見面時卻變身鍬形蟲 Lost SMASH襲擊等待的戰兔，隨後被戰兔使用天才形態擊敗而獲救，但在向戰兔告知葛城忍之事時，卻慘遭艾博魯特以為了讓戰兔憤怒的理由毒殺消散。
小倉香澄（伊藤梨沙子飾；香港配音：羅婉楓；台灣配音：李昀晴）
萬丈龍我的戀人，本身患有重病，被Faust 改造成燃燒SMASH，卻似乎保有微弱的自我意識。被夜霸評級為危險等級1。
第2話在假面騎士Build 使用猩猩鑽石形態的必殺技下，與燃燒SMASH 分離後向龍我告知鍋島正弘的阴謀後，躺在萬丈龍我懷中消散，而燃燒SMASH 體内的星雲氣體被假面騎士Build 用空白瓶吸收並被净化成「龍（Dragon）」滿裝瓶。
第11話得知生前留下一封給龍我的信，後得知是戰兔找到並放置在小倉家墳上，讓前去祭拜的龍我看到。
第49話在沒有天空之壁的世界中確認存活，與屬於這世界的龍我交往著。
木根禮香（東風萬智子飾；香港配音：梁珮瑤）
被Faust改造成飛翔SMASH。
第3話被打敗後，其體内的星雲氣體被假面騎士Build 用空白瓶吸收並被净化成「老鷹（Taka）」滿裝瓶。
雖然身體回復正常，但本人已失去相關的記憶，其後為報答拯救其子之恩而對紗羽與龍我伸出援手並協助二人前往西都。
第40話被戰兔於自家發現其照片，後在萬丈與紗羽的追問下告知葛城忍尚在人間的真相。
岸田立彌（模糊太郎飾；香港配音：竺諺鴻）
疑是知道桐生戰兔過去身份的樂手，也是佐藤太郎的好友兼小弟。被血逐捉走後被Faust 改造成壓縮SMASH。
第5話被打敗後因萬丈龍我想找出Faust 的巢穴而將其變回SMASH，第6話再被打敗後，其體内的星雲氣體被假面騎士Build 用空白瓶吸收並被净化成「熊貓（Panda）」滿裝瓶。
身體回復正常後，立刻向戰兔及龍我講出一年前（即葛城巧被殺當日）當天他所知道的事，而令戰兔懷疑凶手正是他自己。
第49話在沒有天空之壁的世界中，與佐藤太郎等人組成日本知名樂隊「鋼鐵道義」。
無名氏
被Faust 改造成獠牙SMASH。
出現在第13話戰兔的回憶中，為戰兔初次變身並擊敗的SMASH。
被打敗後，其體内的星雲氣體被假面騎士Build 用空白瓶吸收並被净化成「獅子（Lion）」滿裝瓶。
雄彦（笹岡佐助飾）
葛城京香（古村比呂飾）
桑田真吾（吉田亮飾）
河合榮多（本庄司飾）
瀧川紗羽（瀧裕可里飾）
赤羽（榮信飾）
青羽（芹澤興人飾）
黄羽（吉村卓也飾）
生方直進（高尾勇次飾）
多治見喜子（魏涼子飾）
鄉原光臣（藤井隆飾）
才賀涼香（松井玲奈飾）
馬渕由衣（馬渕由衣）（永尾瑪利亞飾）

## 火星
貝魯娜姬（高田夏帆飾+雨宫天聲／香港配音：吳茵／台灣配音：李昀晴）
來自火星文明的王妃，其肉體因在與艾博魯特之戰遭到毀滅，而靈魂意識寄生在十年前被石動惣一從火星上拿走，後戴在其女兒——美空手上的「潘朵拉手镯」內。
另外因寄宿在美空身上7年的關係而會說日語。
根據推測，部分由美空淨化而成的滿裝瓶，可能是通過其意識來執行的。
第24話首次附身於美空身上，使得自己重見天日。
第25話出現眾人面前，並使用能力將天空之壁打開一個大洞，把幻德三人斥退回西都，並在美空恢復意識前脫口說出「艾博魯特」。
第29話在美空遭到鷲尾雷挾持時，再次附身於美空身上。
第30話將戰兔等人從戰場中轉移走，並在地下基地內說出自己的靈魂即將消散，並在美空恢復意識前對龍我說出「你未知自己是何人？」隨後又對龍我說出「你將會是最後的希望。」，讓在場的戰兔等人不禁懷疑起龍我的身世。
第34話在美空對艾博魯特下毒之事憤怒之時再次出手附身，但靈魂逐漸消散的她已經不敵逐漸恢復力量的艾博魯特而被擊敗。
第36話再次出手對付艾博魯特，並將戰兔等人帶回地下基地，告戒戰兔等人不要讓艾博魯特成功進化成究極姿態，並在美空恢復意識前說出關於十年前潘朵拉之盒的部份真相及替滿裝瓶重新注入能量。
第37話藉由美空的身體再次出手將整個nascita（包含地下基地）移動至艾博魯特所不知道的别一处。
第43話由於美空被改造，变身成CD Lost SMASH ，并和葛城忍联手與戰兔对战，後因美空被解救而使得自身力量被转移至龍我体内。
第49話再次藉由美空的身體感受到艾博魯特的惨败和消亡而感叹自己的使命已完成，在手镯自动脱落後便彻底消散。

## 血族
艾博魯特（前川泰之飾+金尾哲夫聲／大陆配音：林强／台灣配音：陳彥鈞）
血逐、假面騎士Evol（在石動惣一附體下）和假面騎士Mad Rogue（附身在内海成彰時）的變身者，年龄不明。
危險等级為5.0 - 6.0以上。
本作最終反派，貝魯娜姬口中的神祕人物，即摧毀過許多星球的宇宙中最兇惡的异星生命體，也是狩猎星球一族——血族成员之一，同時也是造成一系列事件的始作俑者。
其肉體於侵入火星當時，被貝魯娜姬摧殘分離，因此在感覺到石動惣一接觸到潘朵拉之盒的當下就藉此附體到他身上，導致石動惣一在回地球的途中發了39.5°C的高燒，據艾博魯特所述這高燒是要讓他為了更好適應其的軀體而發。
个性滑稽，性格方面卻比難波重三郎還来得阴险狡诈、卑鄙无耻、龌龊下流又极度变态，幾乎神通广大到纵使戰兔等人擁有再高超的绝招也能够随意地见招拆招，而且有個喜欢一個手肘靠在树上摆個懒散姿势的习惯。
因為到過火星，吸收了火星遺骸的關係，促成他具有易容術的特殊能力，可以隨便換置別人的樣貌。
本身的實戰經驗相當足夠，可單以血逐型態就能輕易打贏任何人，而且又時不時使出些卑劣的骗術手段，以达到本身应得的目的。
於第45話被葛城忍透露在自己的躯体被毁後就以液体的姿态残存下来，换言之无论他在什么情况下都能以液体之態活跃著，尤其在進化成完全體後更是能够將自身的遗传因子运用得如此自如，而且唯一的弱点就是被冰封。
根據貝魯娜姬在第30話中的描述得知過去曾以潘朵拉之盒毀滅火星，並藉此附體於宇宙飛航員石動惣一的身上，導致他本人主格意識至此沉睡。
第33話戰兔等人從葛城忍的資料中得知當初潘朵拉之盒被石動惣一發現之時，就附身在其身上，在返回日本後想藉由潘朵拉之盒引發地球毀滅卻因其中三分一的滿裝瓶被附身在美空體内的贝鲁娜姬吸取而演變成「天空之壁的慘劇」。
第34話時在戰鬥中對戰兔下無法解的毒來逼迫龍我等人交出剩餘的滿裝瓶，之後在與龍我戰鬥中乘機附身於龍我身上。
第35話時利用龍我的身體將戰兔一伙带到潘朵拉之塔外，後凭着其和戰兔对战，并將潘朵拉之盒跟滿裝瓶全部集齊，使得潘朵拉之塔重現於地球上。
第36話在成功搭建完潘朵拉之塔後便打开了潘朵拉之盒，继而得到了已被石化的進化扳機，过不久便被贝鲁娜姬轟了出去，後戰兔打算和自己同歸於盡之時，附身於戰兔身上，卻也使得被附身的戰兔變成一頭白髮的模樣。
第37話利用戰兔的身体再次向龍我等人要和潘朵拉之盒，後在與龍我等人一戰中，擋下了三人的必殺技並吸收，促使其進化成究極體。
第38話擬態成石動惣一的容貌並與難波重三郎交涉但不果，隨後煽動內海成彰投靠他，而在難波重工企圖消滅他時，先後擊殺鷲尾兄弟和難波重三郎，並在內海宣示效忠時，將另一條進化驅動器給予他。
第39話要內海別想去調查進化驅動器之事，只要完成他所交付的任務就行了。
第41話因来不及变为黑洞形态而被戰兔擊敗，更因受到天才滿裝瓶影響而學會人類的情感。及时毒殺即將說出葛城忍的秘密的志水恭一，在被戰兔二度擊敗後激發憤怒的情緒導致危險等級上升，並反敗為勝。留下會讓戰兔品嘗究极的绝望的話語後离去。
第42話表示只要剩下的失落滿裝瓶弄到手，就能统一整个日本，并伪装成御堂的容貌，说道整个战争就要画下句点，之后更以黑洞的力量將東都的政府官邸全数吸盡。
第44話和戰兔等四人开始了激烈對戰，先前占据上风，但在被猿渡和幻德抑制後更被龍我的暴风雪拳套擊打到從黑洞形态被解除成基本的眼镜蛇形態，更直接被戰兔的一记必杀擊殺至彻底被消灭。
第45話因在自己被擊殺前就放了點自己的遗传因子，而且還借着内海的躯体毒殺了葛城忍，好不容易奪回自己的進化驱动器後便完全复原了，且在齐全失落滿裝瓶後與黑色潘朵拉嵌板進行融合，繼而進化成怪人態，以壓倒性的實力將戰兔等四人擊倒，還大显自己的身手给戰兔看，再將其擊傷，最終被四人聯合騎士踢將體内的嵌板和失落滿裝瓶擊出，又被淨化其中两个失落滿裝瓶，捡回其中一个滿裝瓶後便迅速离去。
第46話首次以御堂首相的面貌变身，继而露出自己的真面目，并开始宣布毁灭地球的作战正式开始，但因留在地球已有十年而显得依依不舍，因此大方地向戰兔等人下了规则说要他们四人一起往塔顶前进，否則每十分鐘就要毀掉一部份的國家，隨後打開黑洞把一個區域毀滅，同时還灑了一小塊的遗传因子制造出北都三羽鴉并使其出现在猿渡等人面前。
第47話又洒了點自己的遗传因子并制造出鷲尾兄弟使其出现在幻德面前，在鷲尾兄弟双双阵亡後才正式和其與已叛变的内海对战，期间更惊讶地得知了原来内海是为了取得自己的戰鬥数据才会假装投靠的，这才明白了曾就改造過他，在擊開了内海後，便欲圖對也被击倒的幻德下手之际，错手對内海下殺著。
第48話再凭着齐全了十个失落滿裝瓶的黑色嵌板進化成怪人態，還一次过把月球吸收以及把戰兔和龍我打倒至再次進化成究极態，後和幻德一战中更是將其秒杀至消散，之后又被戰兔擊出了黑色嵌板，最终更被欲企图和自己同归于尽的龍我带到连接线中的裂口内。
第49話將龍我吸收後，便再次和戰兔对打，正打得亢奋之時還將龍我彻底封死，岂料仍被龍我的意识顽强地反抗而开始慢慢败下阵來，甚至還一度从究极態退化成怪人態，最后彻彻底底地被戰兔的最后一击完全消灭。
雖然目前為眾騎士當中戰力最强，但因爲肉體未完全恢復，所以只能附身在人類身上戰鬥。而其肉體在23年前因與貝魯娜機交戰而於火星消散，直到第37話尾使用進化扳機才完全恢復其肉體。
在本篇最終回將部分的遺傳因子吸入了龍我體內於外傳《Build NEW WORLD 假面騎士Cross-Z》得以再度復活，在與龍我一同結合將兄長奇魯巴斯擊倒後，離開地球。
口頭禪是「Ciao」和「区区人类……！」，變身成血逐的口號是「蒸血」（日語原文為「蒸血」）。
奇魯巴斯（進藤學飾+勝杏裏聲）
伊能賢剛（勝村政信飾）
才賀涼香（松井玲奈飾）
鄉原光臣（藤井隆飾）

## DOWNFALL
西蒙・馬庫斯（サイモン・マーカス）（Michael富岡飾）
浦賀啓示（浦賀啓示）（趙珉和飾）

## 其他演員
- 播報員 - 松木研也（第1、2、17、18、21、30、33、34話）
- 特殊部隊隊長 - 新虎幸明（第2話）、崔哲浩（第10話）、神前元（第10話）、武智健二（第12、20話）
- 學生 - 石田結結、守上慶人（第3話）
- 北都居民的父親 - 棚橋nuts（第7話）
- 偷渡帶路人 - 石井淳（第7話）
- 北都隊員 - 東將司（第8話）
- 記者 - 高松祥子（第9話）
- 咪碳的粉絲 - 南館優雄斗（第9話）
- 警備員 - 和木亞央（第11話）
- 報導關係者 - 長谷部成彦（第12話）
- 冰室泰山的秘書 - 石塚良博（第12話）、吉川勝雄（第15、16話）、篠田裕介（第29話）、神谷真士（第29話）
- 裁判 - 原圭介（第21、22話）
- 播報（聲音） - 永井誠（第26 - 28話）
- 御堂正邦的秘書 - 岡野友紀（第28、29話）
- 北都居民 - 伊藤昌子、鈴木英治（第32話）
- 黛官房長官 - 內山森彥（最終話）
- 電視小姐 - 及川奈央（超戰鬥DVD）
- 卡拉OK店員 - 中川光男（ROGUE）

## 其他聲音演出
- 旁白 - Bucky木場
- 創造驅動器音效 - 小林克也（大陆配音：图特哈蒙）
- 擠壓驅動器、Cross-Z 熔岩拳套、極致Cross-Z龍音效 - 若本規夫（大陆配音：图特哈蒙）
- 進化驅動器音效 - 金尾哲夫（大陆配音：图特哈蒙）